# 파리 보자르

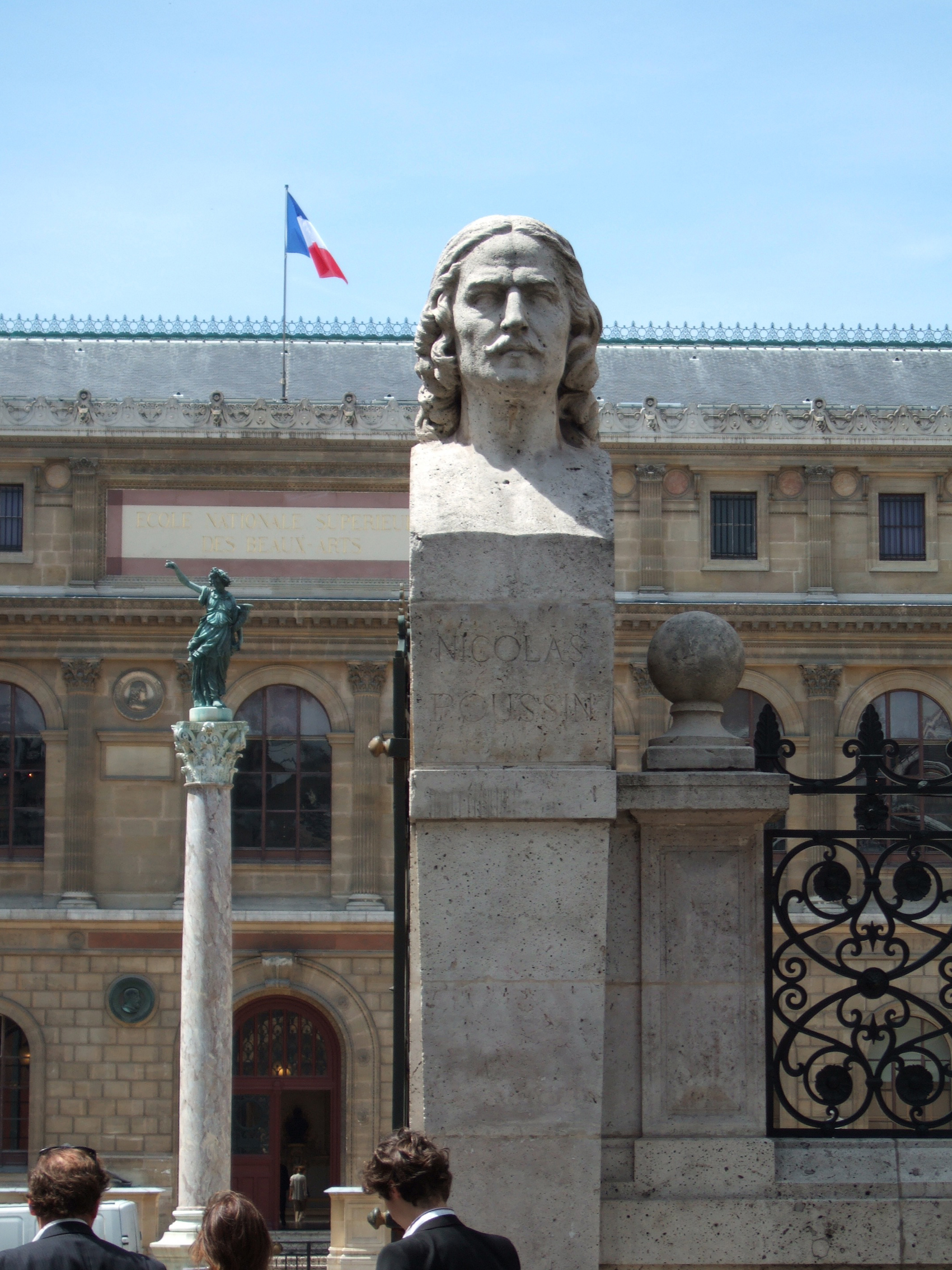
파리 보자르 입구에 있는 니콜라 푸생의 흉상

파리 보자르의 구역도

파리 보자르(프랑스어: Beaux-Arts de Paris 보자르 드 파리[*])는 고급 미술 교육과 훈련을 제공하는 것을 주 목표로 하는 1817년에 설립된 프랑스의 그랑제콜이자 학술원(아카데미)이며 파리의 생제르맹데프레와 생투앵 두 곳에 위치해 있다. 파리 과학·인문학대학교의 일부인 이 미술 학교의 정식 명칭은 국립 고등 미술학교(프랑스어: École nationale supérieure des beaux-arts 에콜 나시오날 쉬페리외르 데 보자르[*], 약칭: ENSBA)이다.
보나파르트 거리 14번지에 위치한 파리 보자르는 생제르맹데프레의 중심부에 위치하고 있으며, 센강 바로 건너편에는 루브르 박물관이 있다. 이 학교는 1648년 샤를 르브룅에 의해 유명한 프랑스 아카데미인 왕립 회화 조각 학교로 설립되었다. 프랑스 혁명이 한창이던 1793년, 이러한 교육 기관들은 탄압을 받아 폐쇄되었다. 그러나 1817년 부르봉 왕정복고 이후 왕립 건축 학교와 합병 후 이름을 현재의 이름으로 변경하여 부활했다. 1863년까지 국왕의 보호 아래 운영되다가, 1863년 11월 13일 제국의 칙령에 따라 임기 5년의 학교장을 임명했다. 오랫동안 공공 교육부의 감독을 받아온 이 에콜 데 보자르는 현재 문화부 산하 공공기관이다.

## 역사
파리 보자르는 프랑스의 지역 센터에 있는 에콜 데 보자르의 원형이다. 왕립 회화 조각 학교는 1648년 설립 이래로 프랑스의 엘리트 예술 교육 기관으로 자리매김해 왔다. 이 교육 과정은 로마 대상으로 더 잘 알려졌고 아카데미 로얄 그랑프리(grand prix de l'Académie Royale)로 막을 내린 일련의 익명 경연 대회를 중심으로 구성되었다. 아카데미 로얄 그랑프리의 우승자는 로마 프랑스 아카데미에 유학을 갈 기회가 주어졌다. 또한 우승자는 로마에 있는 동안 작업 중인 작품에 대하여 정기적으로 파리에 보고해야 했다. 그랑프리 참가자들은 고대 고전 문학의 주제를 부여받았으며, 이들 개인의 신원은 특혜 스캔들을 피하기 위해 비밀로 유지되었다.

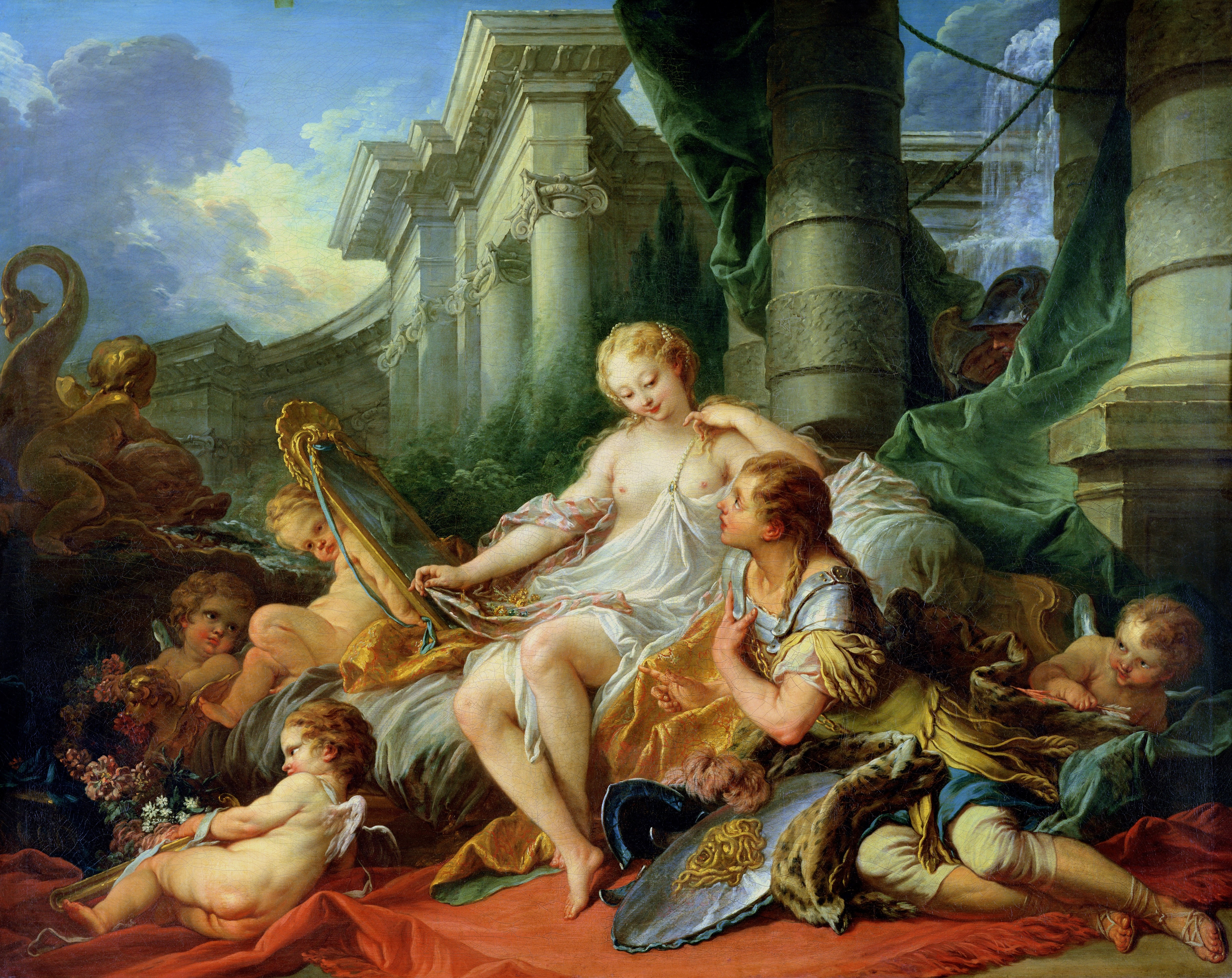
《리날도와 아르미다》는 1734년, 프랑수아 부셰의 모르소 드 레셉션 작품이다. 루브르 박물관 소장.

학술원에 갓 입학한 신입 회원들은 동료 학술원 회원들에게 자신의 학문, 지성, 예술에 대한 능숙함을 보여주는 그림이나 조각품인 '모르소 드 레셉션'(morceau de réception)을 선물해야 했다. 자크루이 다비드는 1783년 자신의 레셉션 작품인 《헥토르를 애도하는 안드로마케》를 그렸으며, 현재 루브르 박물관에 소장되어 있다.
1793년 프랑스 혁명 동안 로얄 아카데미와 아카데미 로얄 그랑프리가 폐지되었지만, 그로부터 몇 년 후인 1797년에 로마 대상이 다시 설립되었다. 19세기 내내 매년 로마상 수상자는 빌라 메디치에서 5년간 공부할 수 있는 기회를 얻었는데, 이 기간을 마친 화가나 조각가는 공직 생활에서 성공적인 경력을 쌓을 수 있었다.
이러한 프로그램의 결과, 아카데미에는 최고의 프랑스 그림 컬렉션이 축적되었는데, 그 중 대부분의 작품은 로마에서 사절로 보내진 작품들이거나 경연 대회 또는 파리 살롱에서 수상한 그림과 조각품들이었다. 소규모 대회를 의미하는 '쁘띠 콩쿠르'(petits concours)에서는 역사를 다룬 작품(그 결과 고대의 교훈적인 순간을 묘사한 많은 스케치가 탄생했다), 감정 표현, 전신 및 반신상 그림 그리기 등과 같은 주제를 다루었다.
파리 보자르는 교육 기관으로서 16세기부터 18세기까지의 이탈리아와 프랑스 에칭과 조각품을 대량으로 수집했다. 이러한 판화들은 대중에 작품을 널리 알렸으며 이 판화 컬렉션은 1864년에 아카데미 외부의 학생들에게 처음으로 공개되었다.
오늘날 파리 보자르는 회화, 설치 미술, 그래픽 아트, 사진, 조각, 디지털 미디어 및 비디오 분야를 연구하며 현대 미술 제작에 있어 가장 높은 수준의 교육을 제공한다. 역사를 통틀어 세계적으로 유명한 많은 예술가들이 파리 보자르에서 공부하거나 학생들을 가르쳤다. 교수진은 국제적으로 인정받는 예술가들로 구성되어 있다. 예술사에 대한 다양한 접근 방식의 이론 교육 과정은 스튜디오 작업을 보완하며, 이는 기술 교육과 기초 기술에 대한 접근이 용이하도록 한다. 미디어 센터에서는 학생들에게 예술에 대한 풍부한 자료들을 제공하고, 일년 내내 컨퍼런스, 세미나, 토론 등을 진행한다. 학교 건물은 건축학적으로도 흥미로우며, 권위 있는 역사적 컬렉션과 광범위한 미술 도서관을 소장하고 있다. 또한 파리 보자르는 매년 다양한 컬렉션에 대한 다수의 문서를 출판하고, 옛 거장의 드로잉 컬렉션부터 최신 현대 작품에 이르기까지 학교가 소장한 다양한 작품을 전시하는 전시회를 일년 내내 Quai Malaquais와 예배당에서 개최한다.

## 소장품

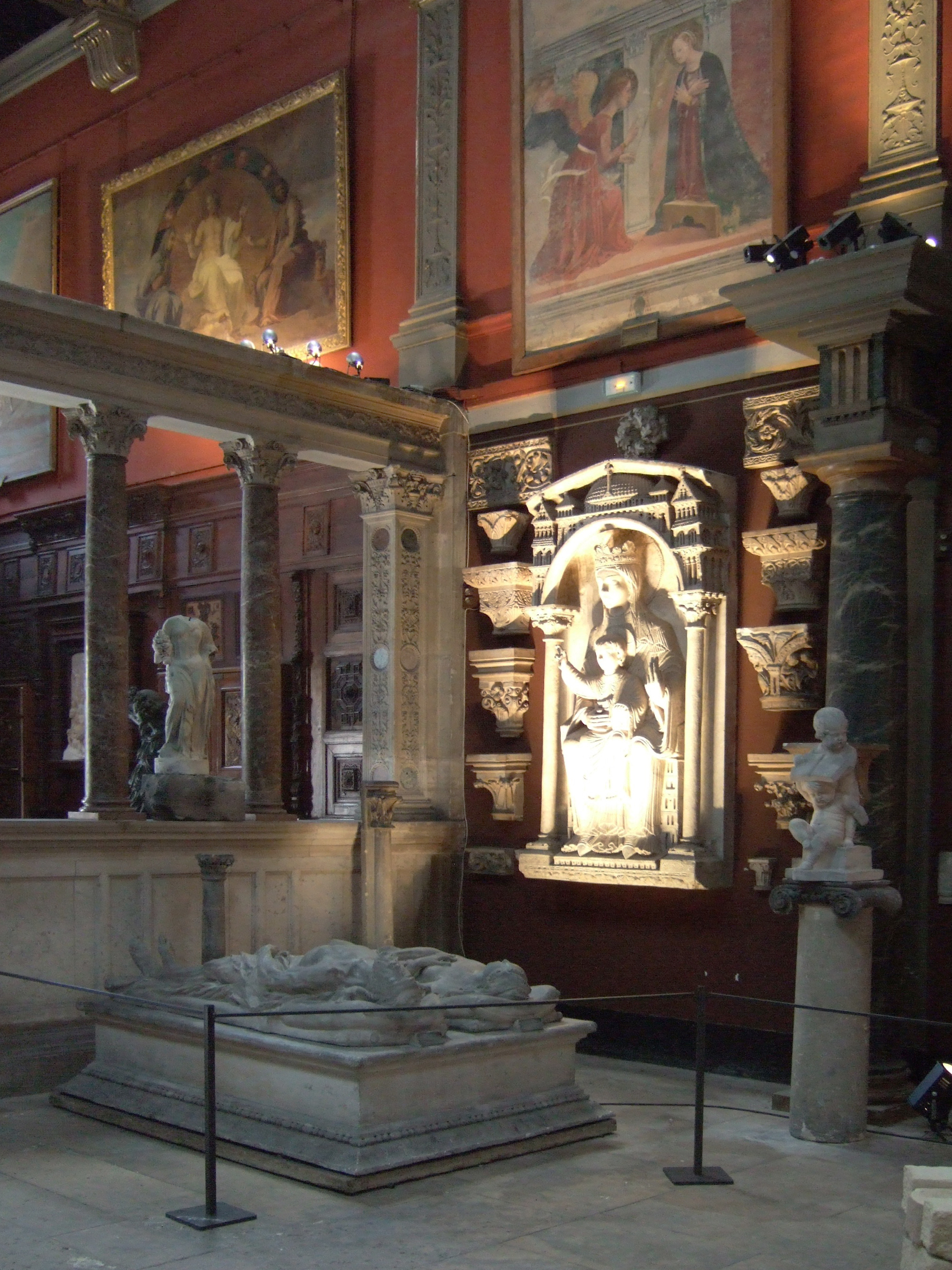
예배당에 있는 소장품들

파리 보자르는 예술 작품과 역사 서적을 합쳐 약 45만 점의 소장품을 보유하고 있으며, 이는 프랑스 최대 규모의 공공 미술 컬렉션이다. 이 컬렉션에는 그림과 조각부터 에칭, 가구, 장식된 책까지 다양한 유형의 예술 작품이 포함되어 있으며, 미술사 모든 시기의 작품이 포함되어 있다. 컬렉션의 대부분은 역대 재학생들이 만들었던 예술 작품이 대부분이며, 이전에 다녔던 학생들과 학자들도 기관에 많은 기부금과 선물을 보내 소장품을 늘리는 데 기여했다. 이 컬렉션은 약 2,000점의 회화(니콜라 푸생, 안토니 반 다이크, 이아생트 리고, 장오노레 프라고나르, 위베르 로베르 및 장오귀스트도미니크 앵그르의 그림 등), 장식 예술품 600점, 건축 요소 600점, 메달 약 15,000개, 조각품 3,700점, 파올로 베로네세, 프리마티초, 자크 벨랑주, 미켈란젤로, 샤를 르브룅, 니콜라 푸생, 클로드 로랭, 뒤러, 렘브란트, 앵그르, 프랑수아 부셰 또는 피에르 알레친스키 등의 작품을 포함한 그림 20,000점, 건축 도안 45,000점, 에칭 및 조각 100,000점, 사진 70,000점(주로 1850년~1914년 기간의 사진)으로 구성되어 있다. 또한, 15세기에서 20세기까지의 도서 65,000권(15, 16세기 3,500권)과 손으로 쓴 기록 보관 자료 1,000점(편지, 목록, 메모 등)을 소장하고 있으며, 조각 되어 있거나 완전히 채색된 주요 타자본(매뉴스크립트) 390권도 보관하고 있다.

## 캠퍼스

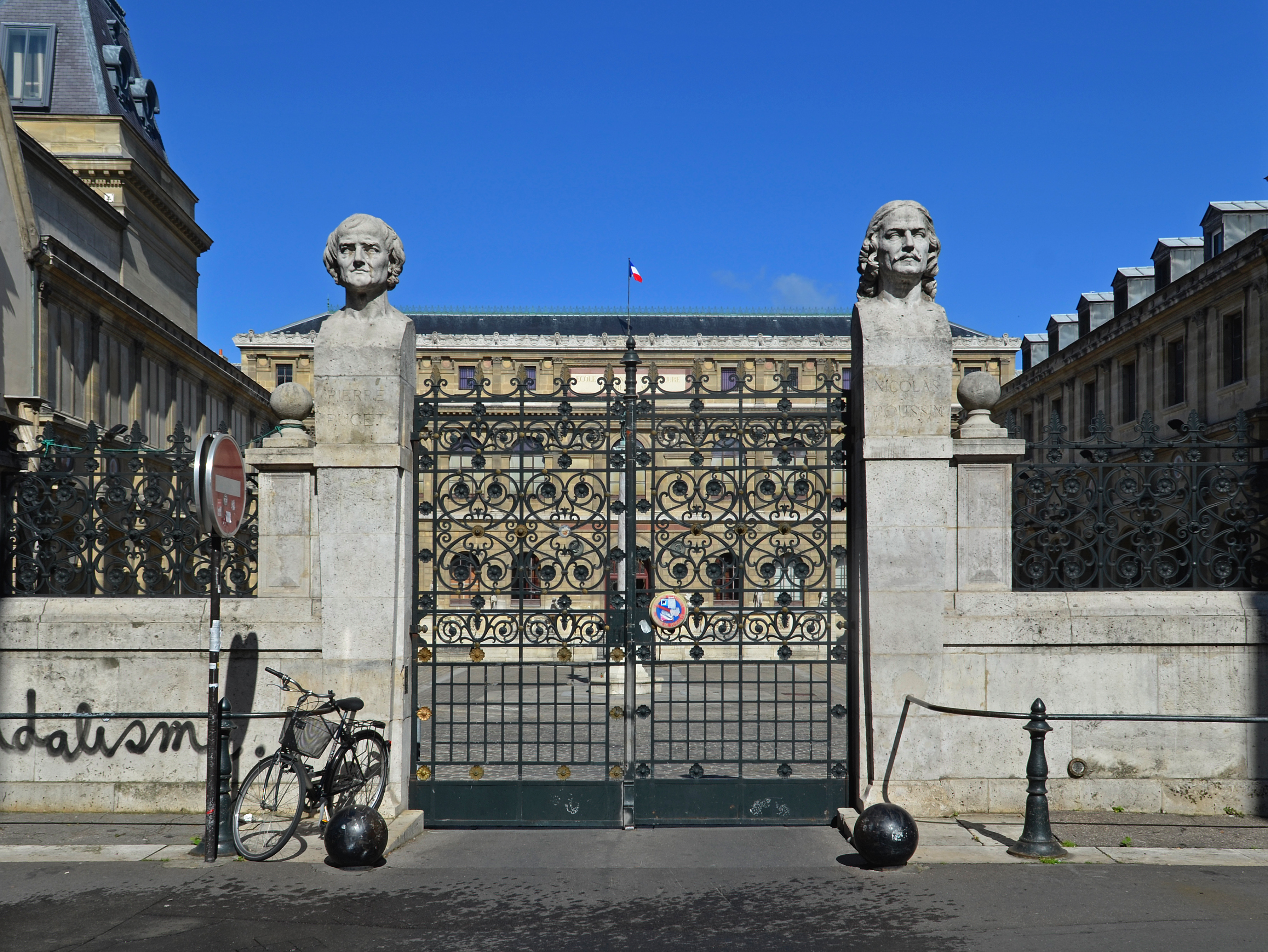
피에르 폴 퓌제와 니콜라 푸생의 흉상이 놓여 있는 보나파르트가 14번지의 정문

학교의 부지는 파리의 생제르맹데프레 구역에 약 2헥타르 규모로 자리잡고 있다. 보나파르트가 14번지의 정문에는 1838년 미셸루이 빅토르 메르시에가 제작한 피에르 폴 퓌제와 니콜라 푸생의 거대한 머리 조각상이 놓여 있다.
1816년 이전에는 파리 보자르 학생들은 다른 곳에서 교육을 받았다. 이 부지에는 원래 프티 오귀스탱 수도원이 있었으며, 그 다음에는 고고학자 알렉상드르 르누아르가 프랑스 전역의 건축 조각을 모아, 혁명 당시 교회와 귀족들의 대저택이 파괴된 이 부지에 프랑스 기념물 박물관(1795~1816)을 설립했다.
1830년, 로마 대상의 우승자이자 학교의 학생이었던 건축가 펠릭스 뒤방은 기존 주택 몇 채를 철거한 후 우측에 있던 수도원 회랑을 뒤로 옮겨 대칭적인 안뜰을 조성하였고, 가장 큰 중앙 건물이자 교육관인 팔레 데 에튀드(Palais des Études)를 설계하는 등 부지의 변형 작업에 들어갔다. 뒤방은 르누아르의 역사적 유물을 대부분 그대로 활용했는데, 특히 1548년 아네성의 정문이 그대로 있으며 안뜰에는 1977년에 옮겨져 원래 위치로 돌아온 가이용성의 정면이 남아있다.
다른 의미로, 뒤방은 이 단지 전체를 예술가와 건축가들의 야외 백과사전으로 만들고자 했다. 팔레 데 에튀드 건물은 정교한 프레스코화가 특징이며, 계단은 다양한 벽면 마감을 보여준다. 또한, 안뜰(1863년 뒤방이 유리로 덮음)에는 한때 고전 조각상과 파르테논 신전의 기둥의 실물 크기 사본이 보관되어 연구용으로 사용되기도 했다.

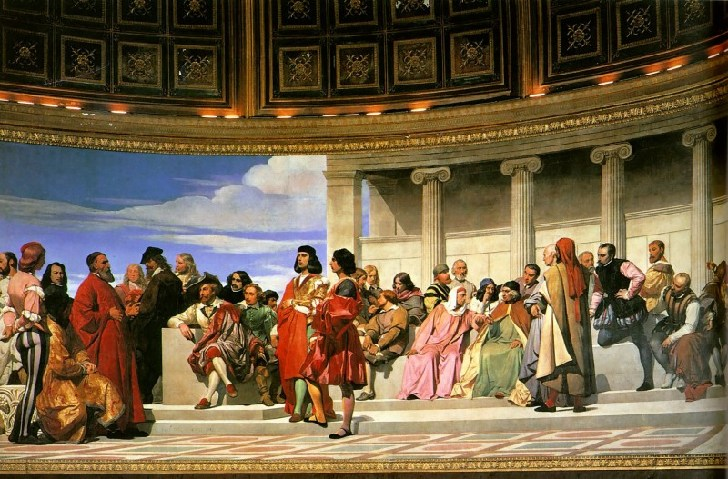
Hémicycle의 왼쪽 부분, 1841년~1842년
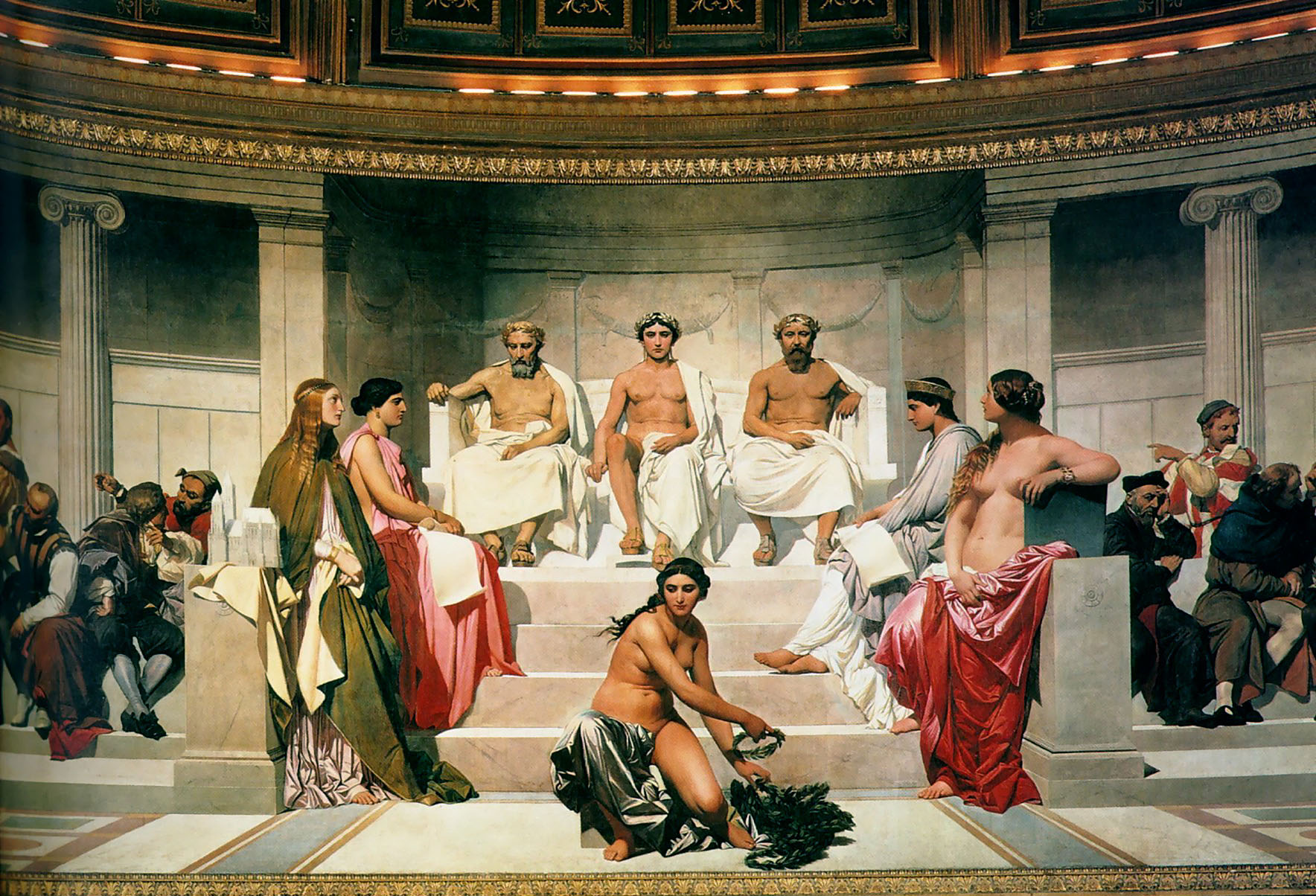
폴 들라로슈의 반원형 벽화, Hémicycle의 가운데 부분, 1841년~1842년, 좌측 왕좌 부터 익티노스, 아펠레스, 페이디아스
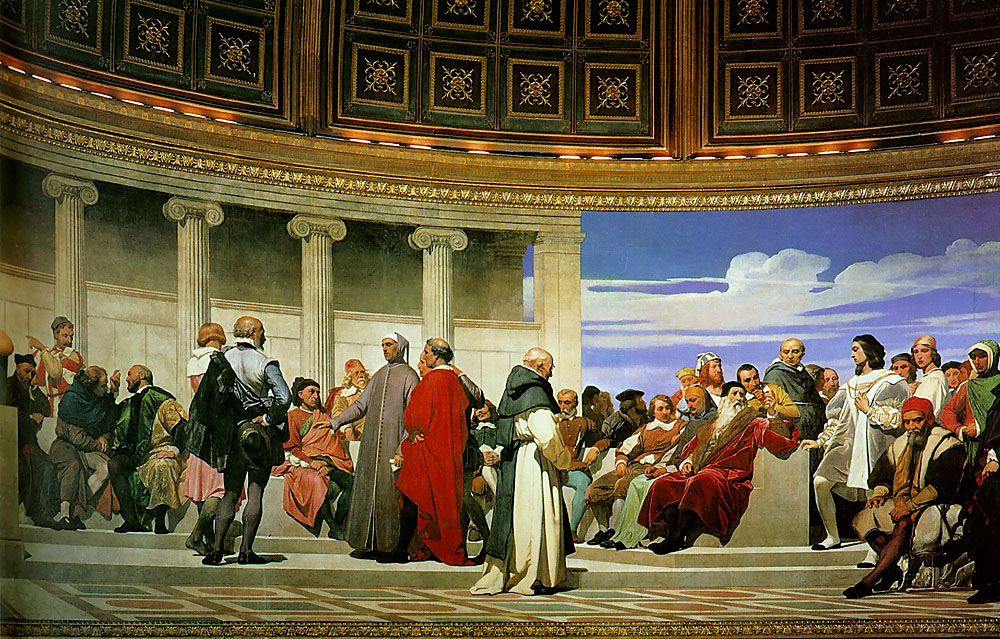
Hémicycle의 오른쪽 부분, 1841년~1842년
Hémicycle의 전체 부분, 1841년~1842년
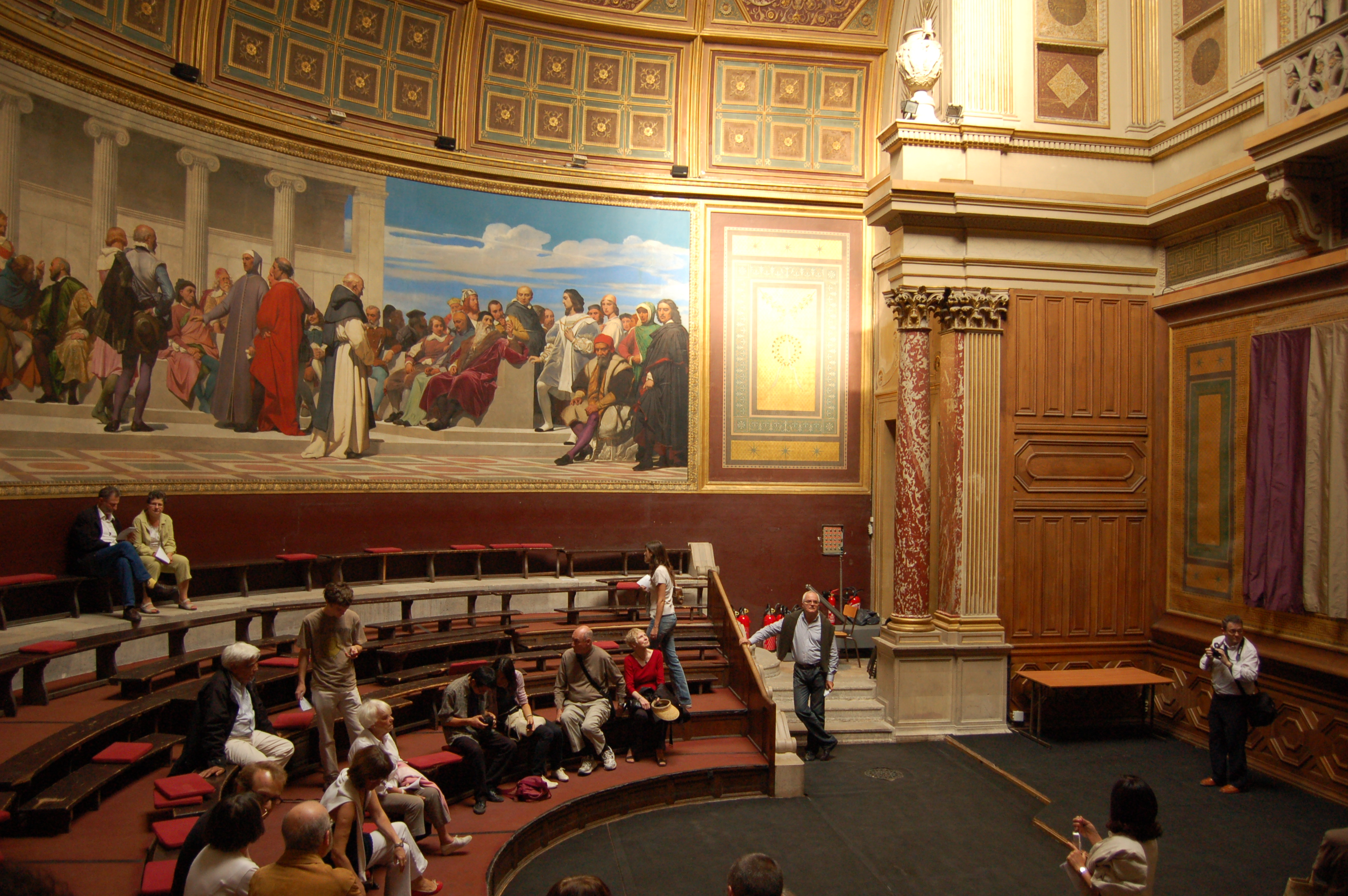
Hémicycle이 그려진 반원형 명예의 전당

이 단지의 핵심은 궁전 내의 반원형 수상 극장인 '반원형 명예의 전당'(Hémicycle d'Honneur)으로, 이곳에서 상이 수여되었다. 뒤방은 폴 들라로슈에게 모든 연령대의 위대한 예술가 75명이 모여 대화를 나누는 모습이 담긴 길이 27m의 거대한 벽화를 제작하도록 의뢰했다. 중앙 부분에는 파르테논 신전을 만든 사람들인 건축가 익티노스, 화가 아펠레스, 조각가 페이디아스가 앉아있는 세 개의 왕좌가 그려져 있는데, 이는 이 각 예술들의 통합을 상징한다. 들라로슈는 이 벽화를 완성하는 데 3년 반이나 걸렸으며, 여전히 보자르의 협업적 이상을 강력하게 표현한 작품으로 남아 있다.

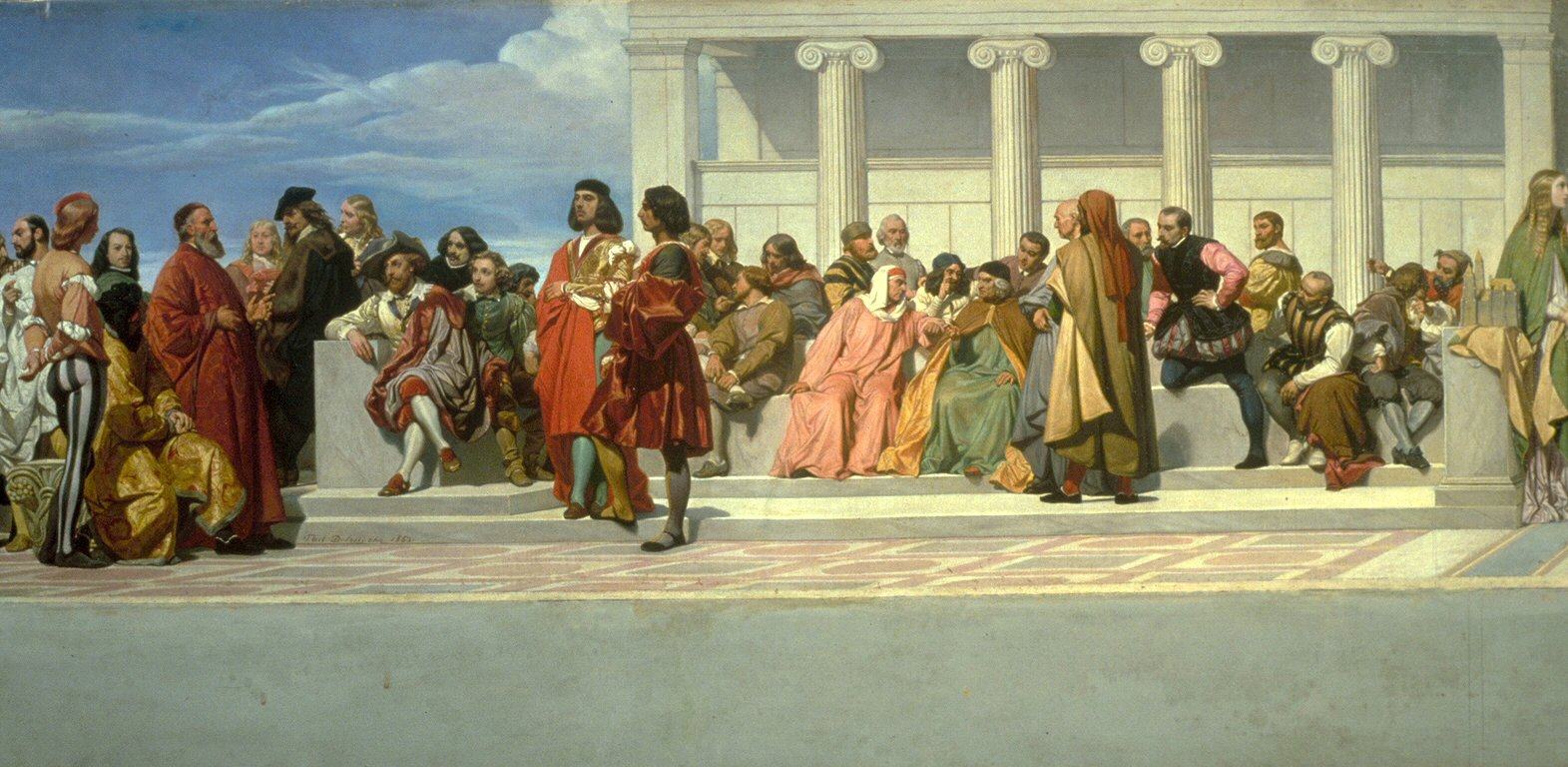
1853년, Charles Béranger가 폴 들라로슈의 작품 Hémicycle을 복제하여 만든 이 그림에는 파리 보자르의 강당이 묘사되어 있다. 월터스 미술관 소장.

뒤방은 수십 년에 걸쳐 단지를 확장하고 개선했다. 다른 주요 건물로는 1820년에 지은 Bâtiment des Loges, 현재 Cour des Mûriers라고 불리는 개조된 회랑, 1862년에 캠퍼스를 Quai Malaquias까지 확장하여 지은 Bâtiment des Expositions, 1750년경에 지어져 1884년에 학교가 인수한 Hôtel de Chimay, 오귀스트 페레가 1945년경에 콘크리트로 지은 스튜디오 건물 등이 있다.

## 교육관, Palais des Études

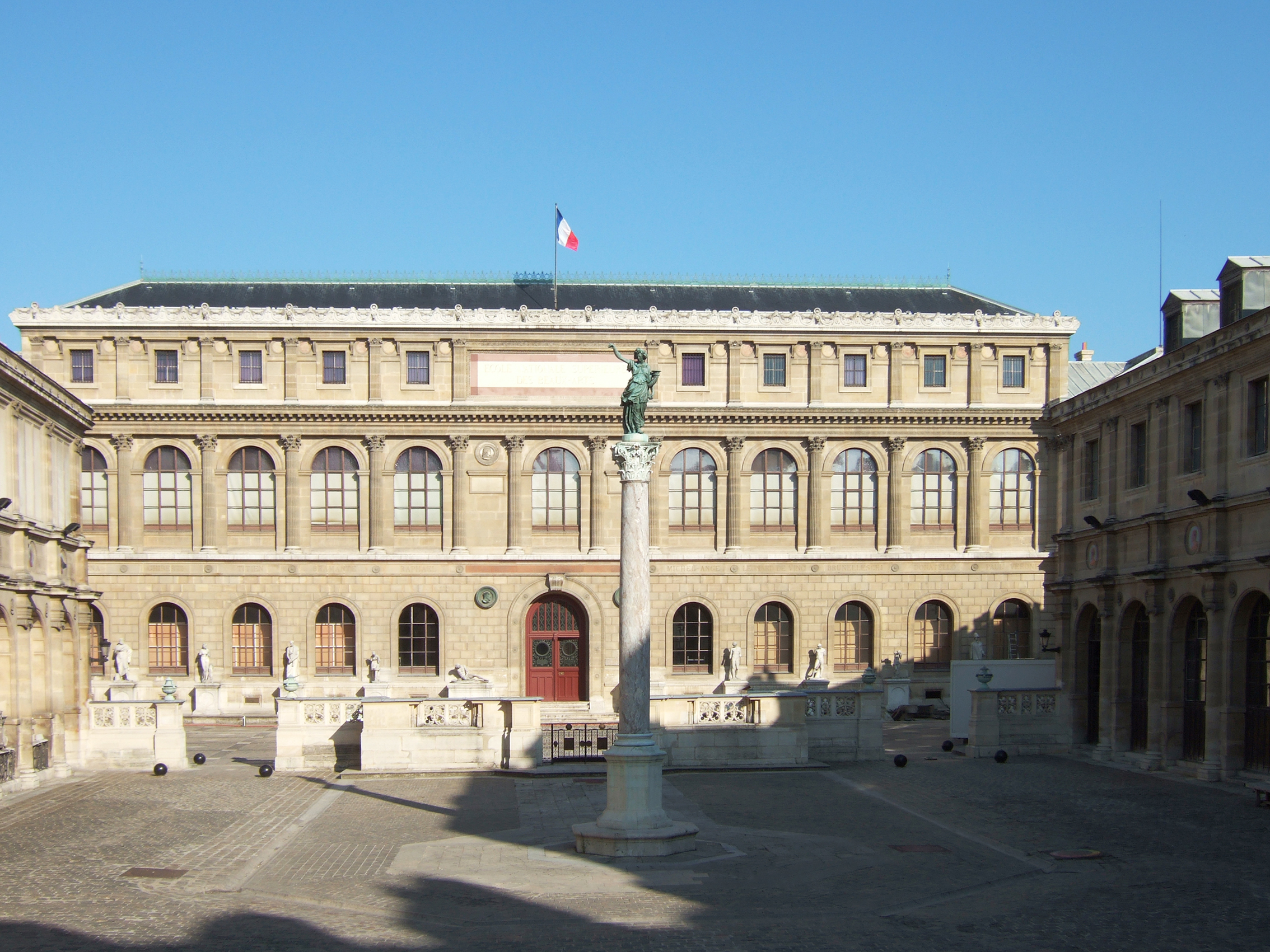
여름의 팔레 데 에튀드
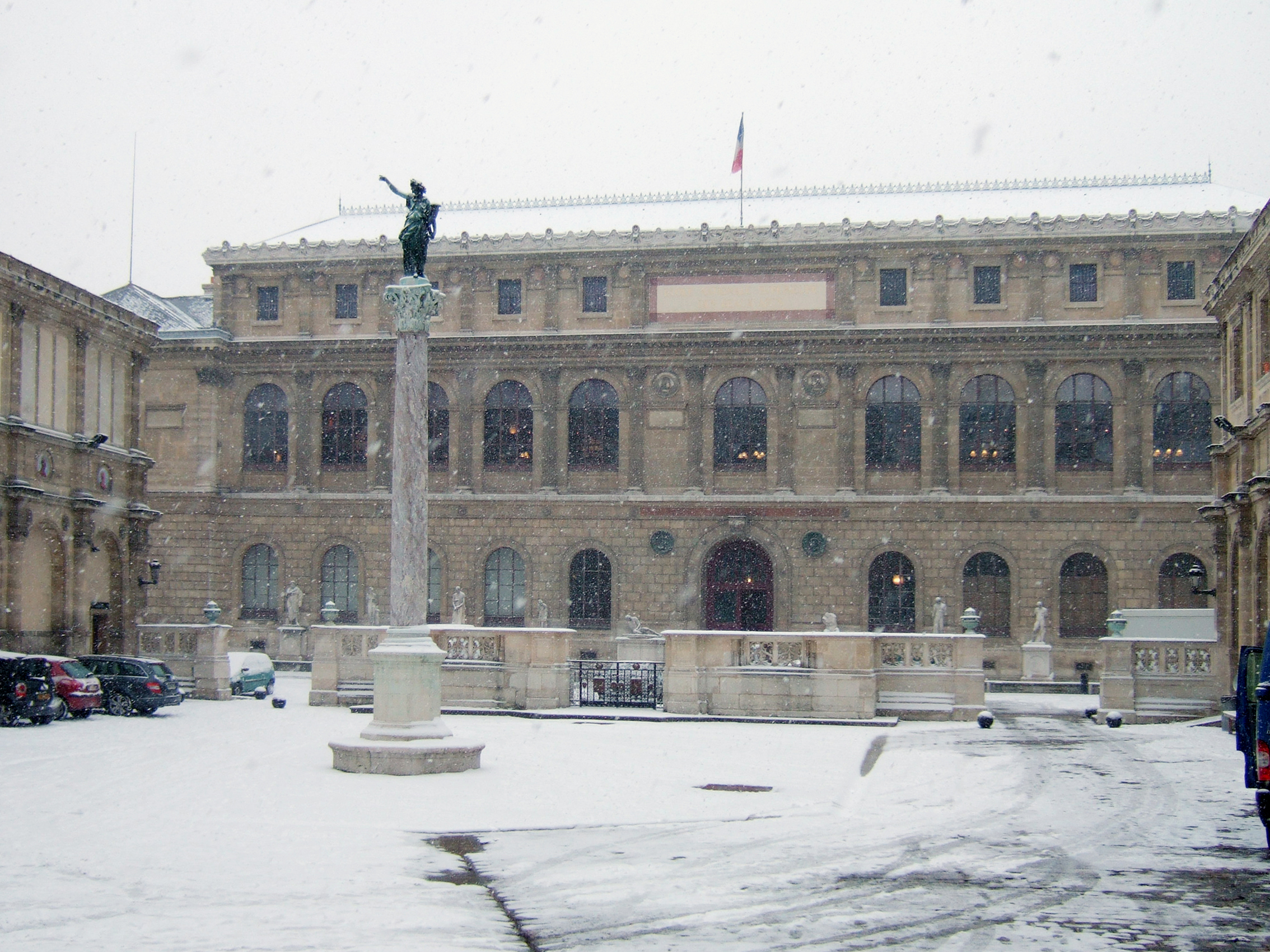
겨울의 팔레 데 에튀드
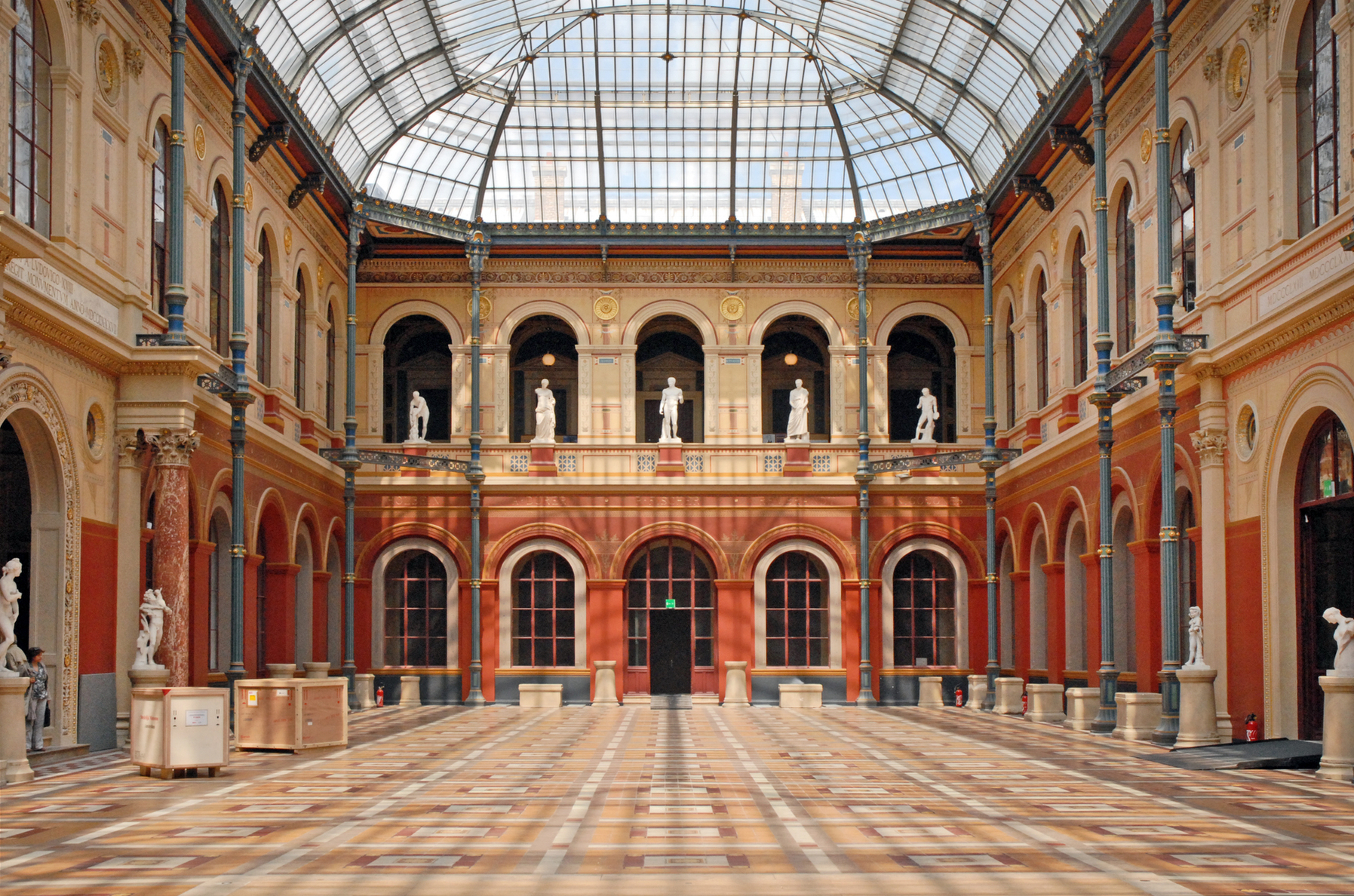
유리로 덮인 안뜰
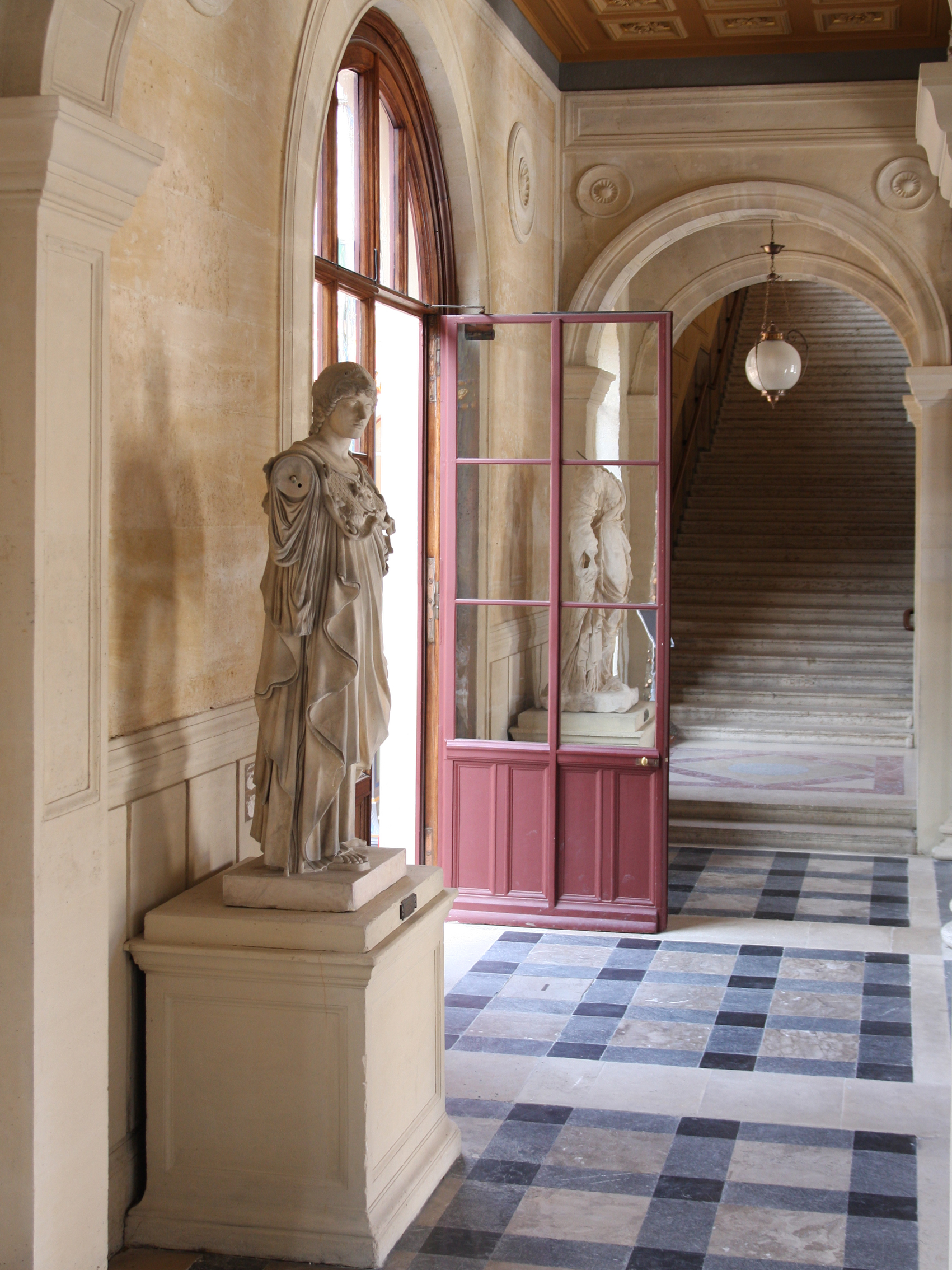
갤러리
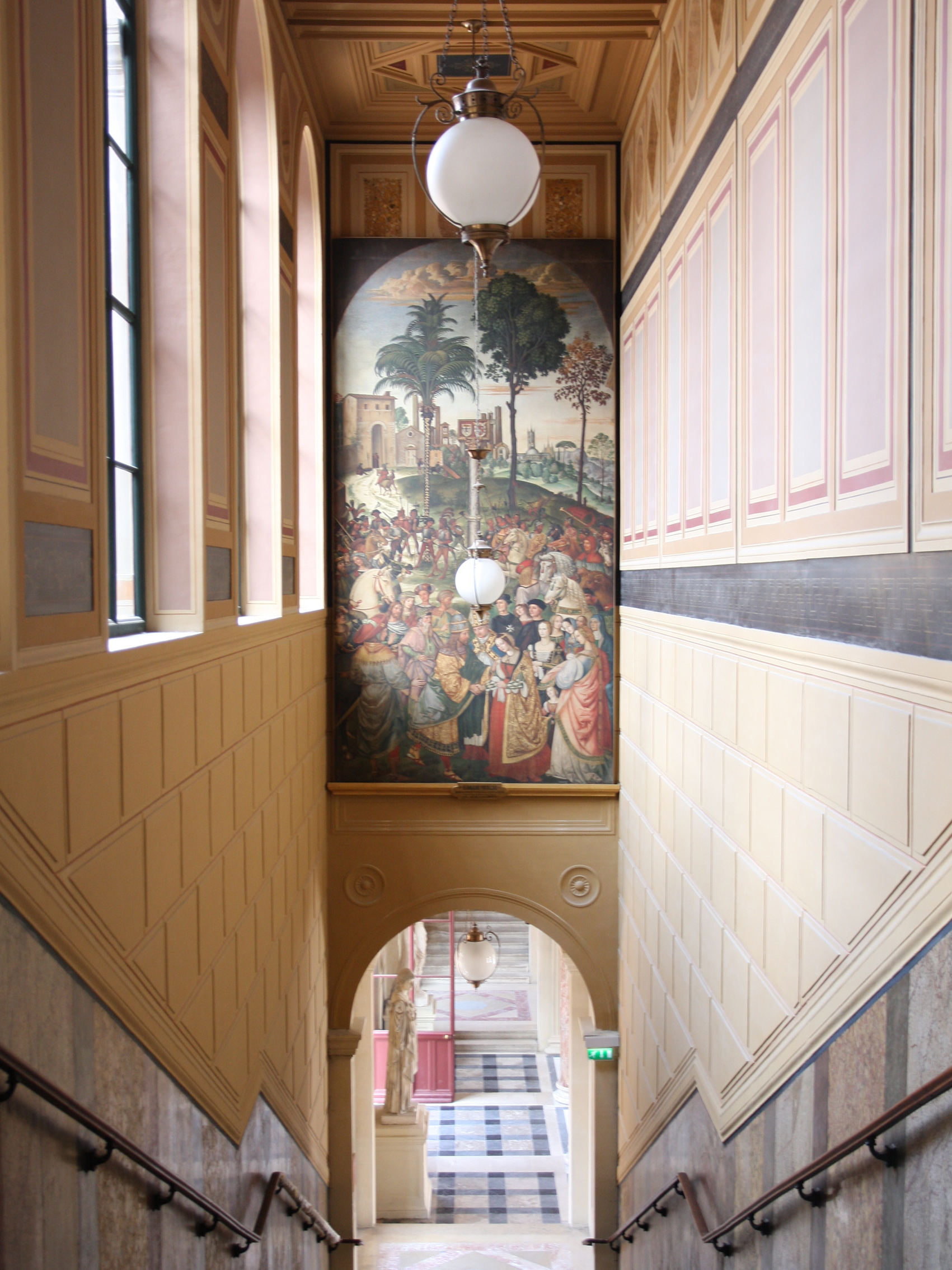
팔레 데 에튀드에 있는 계단
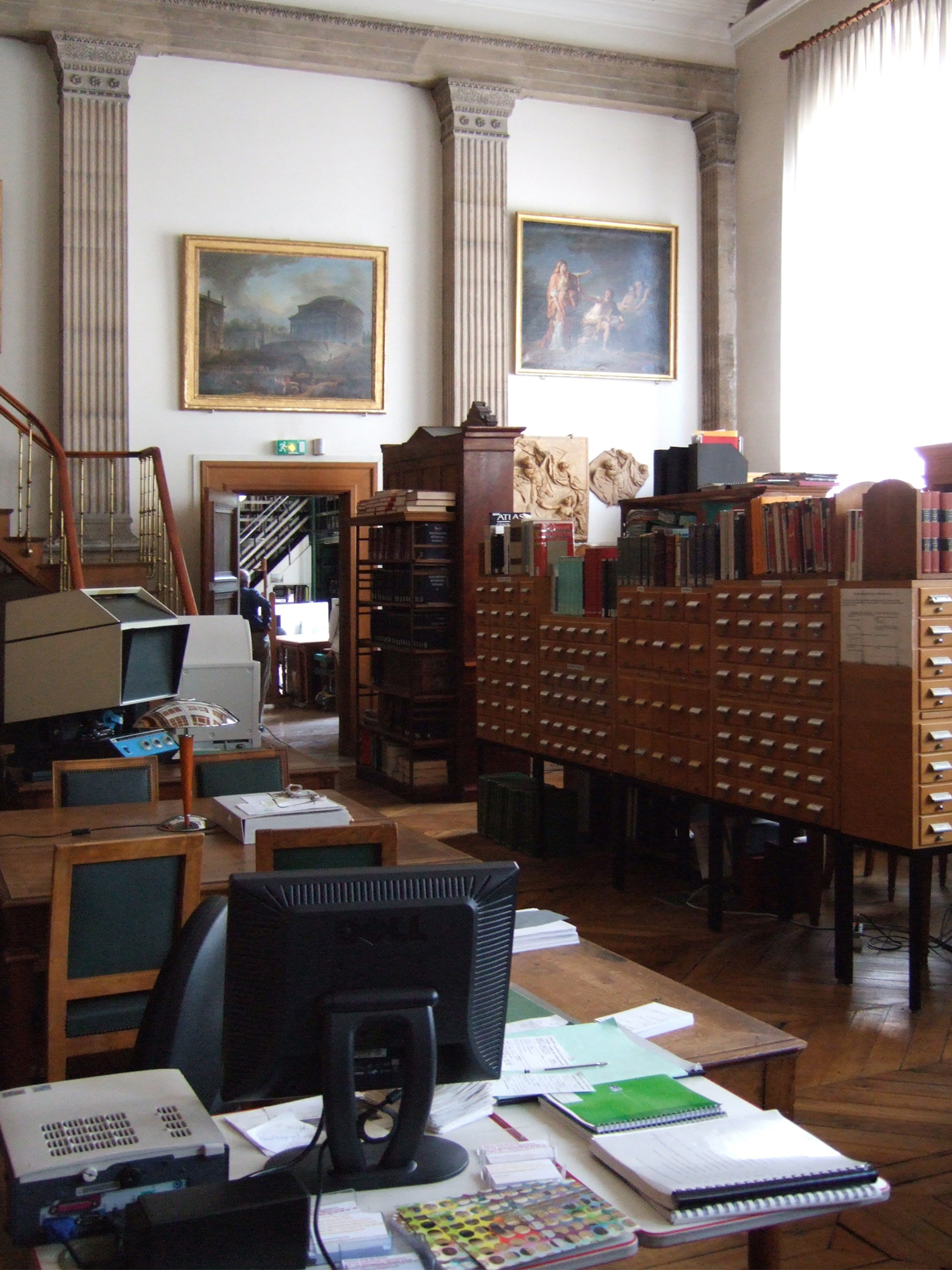
팔레 데 에튀드의 소장품들
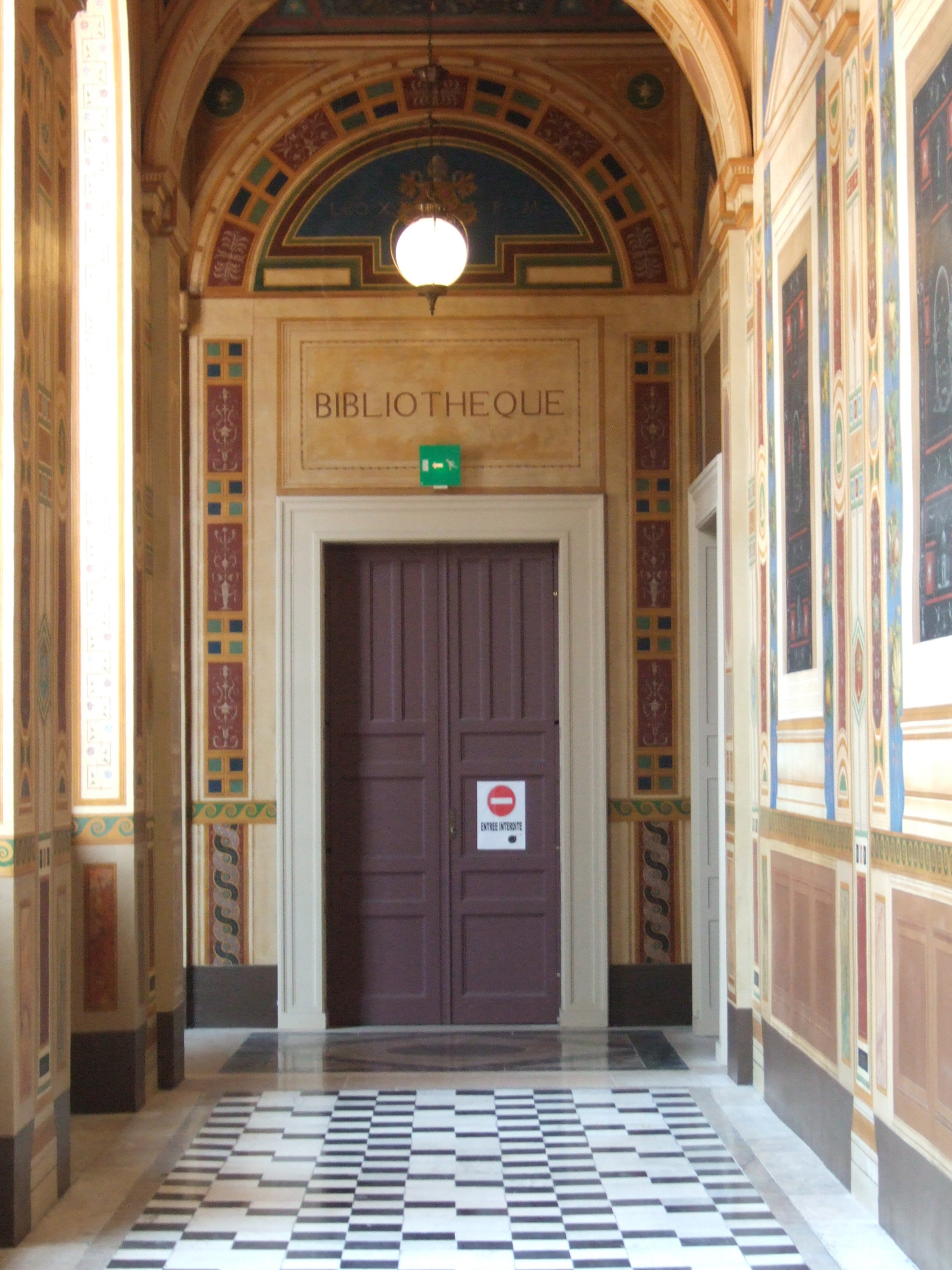
팔레 데 에튀드에 있는 도서관

## 예배당

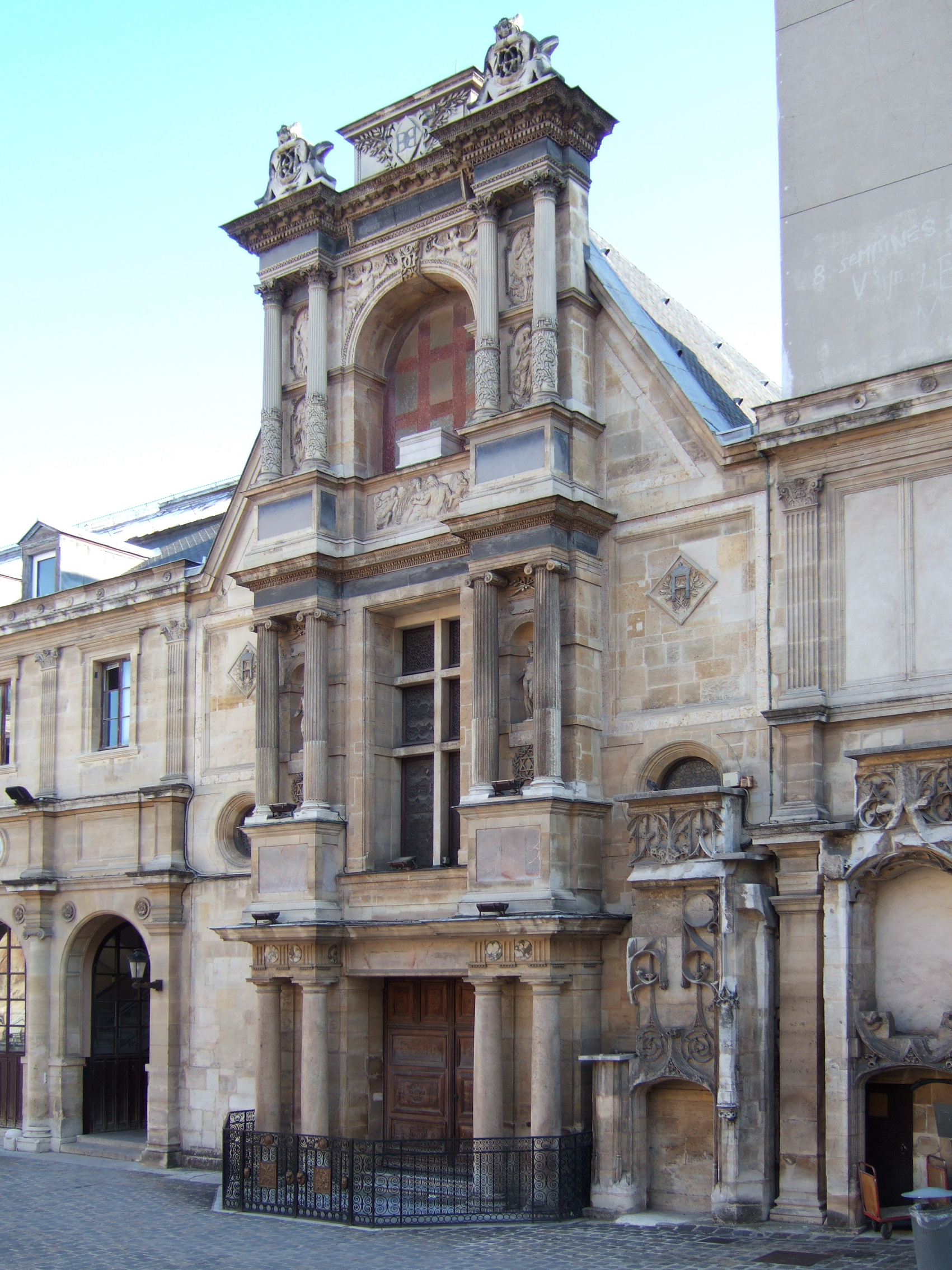
파리 보자르에 있는 예배당의 외관
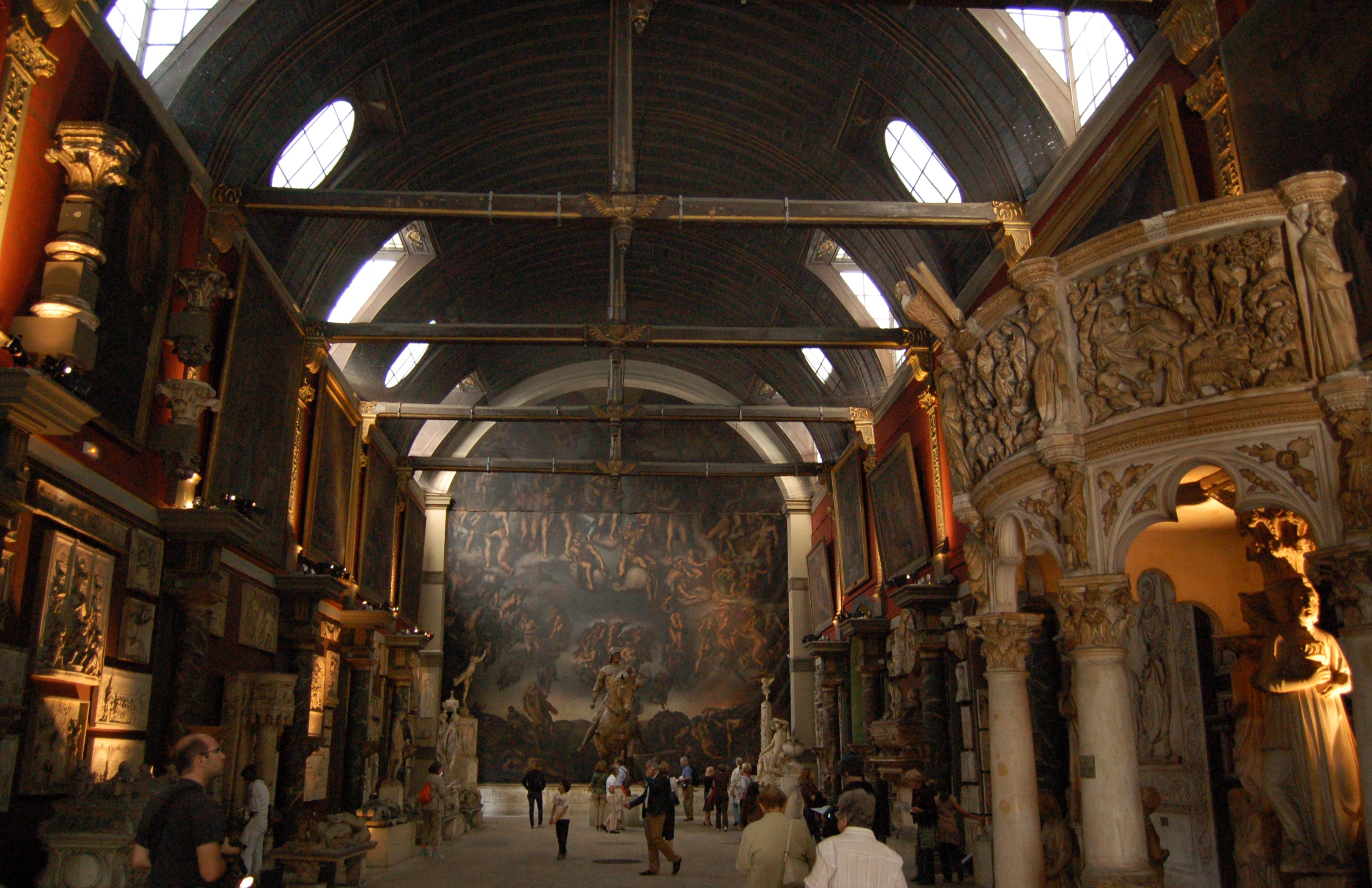
예배당 내부 모습
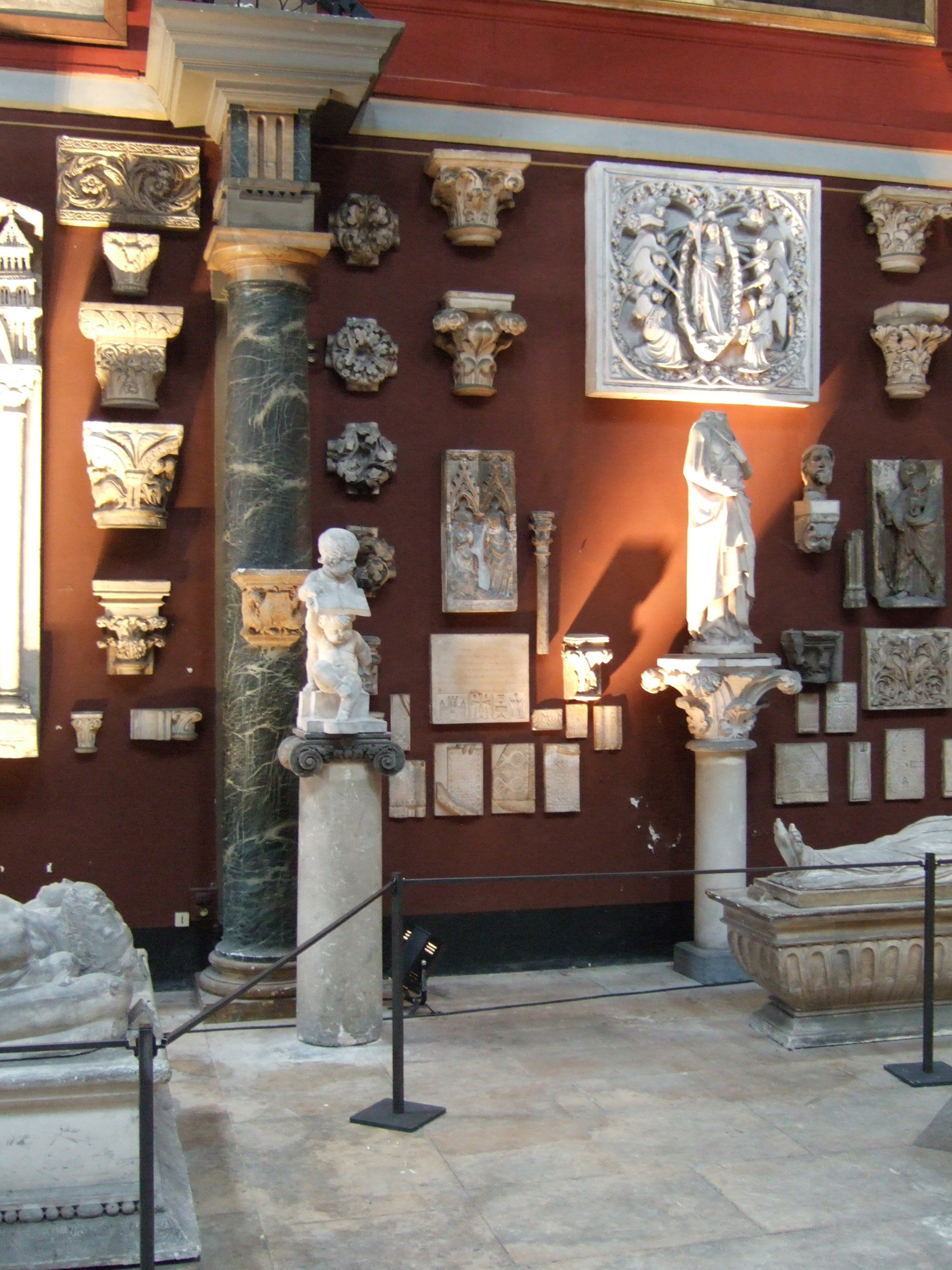
예배당에 있는 소장품들

## 회랑, Cour des Mûriers

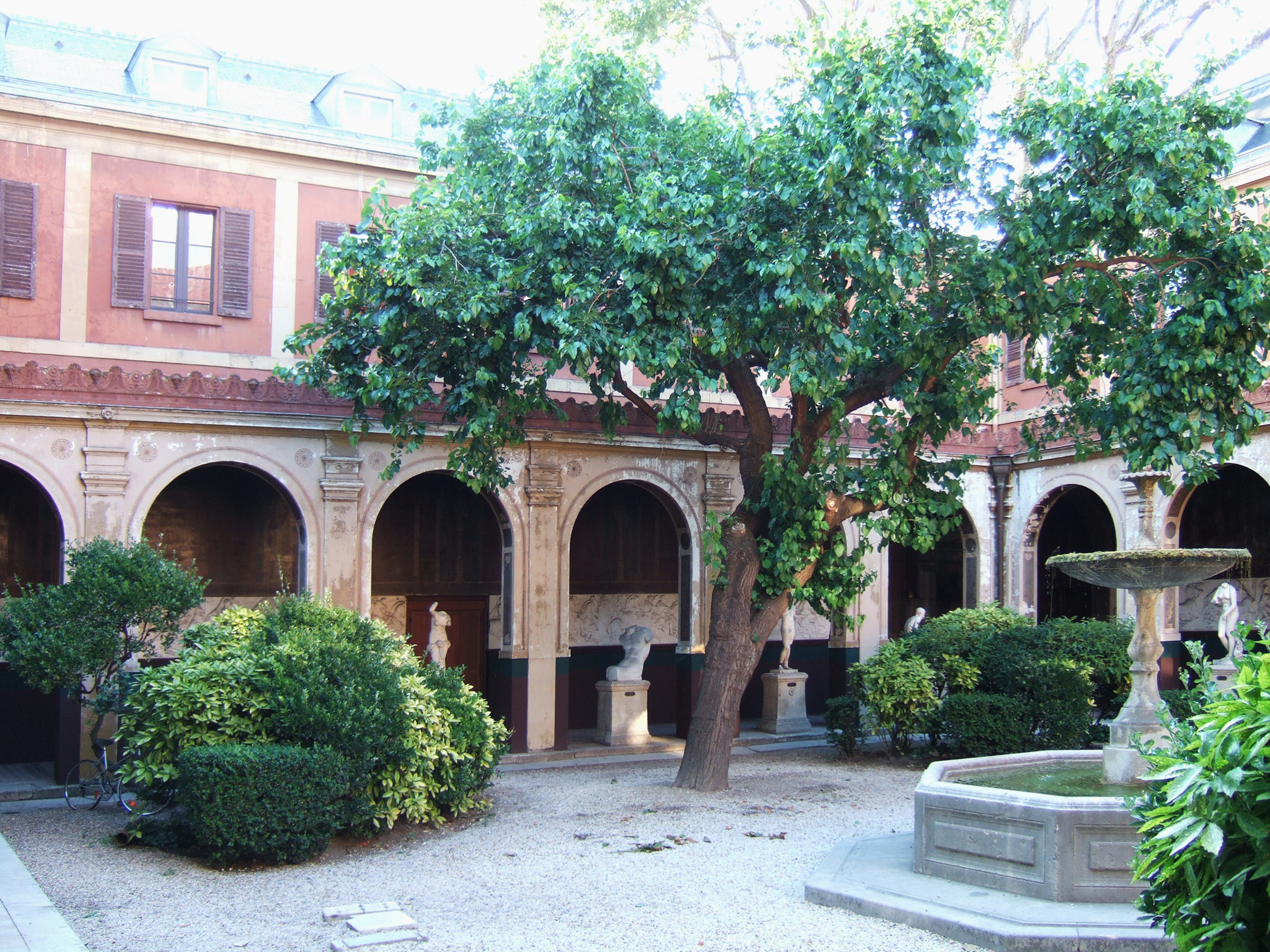
회랑의 모습
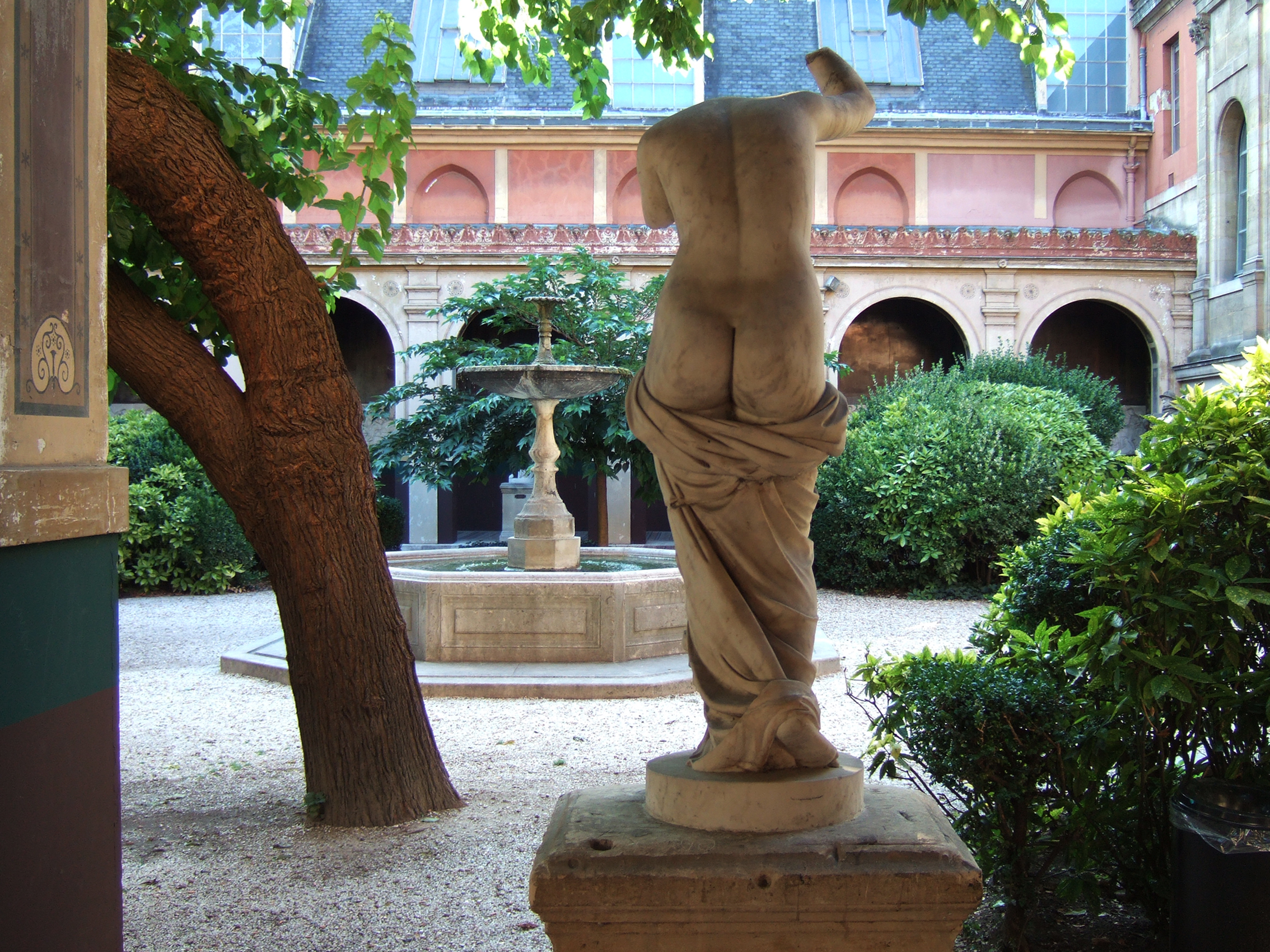
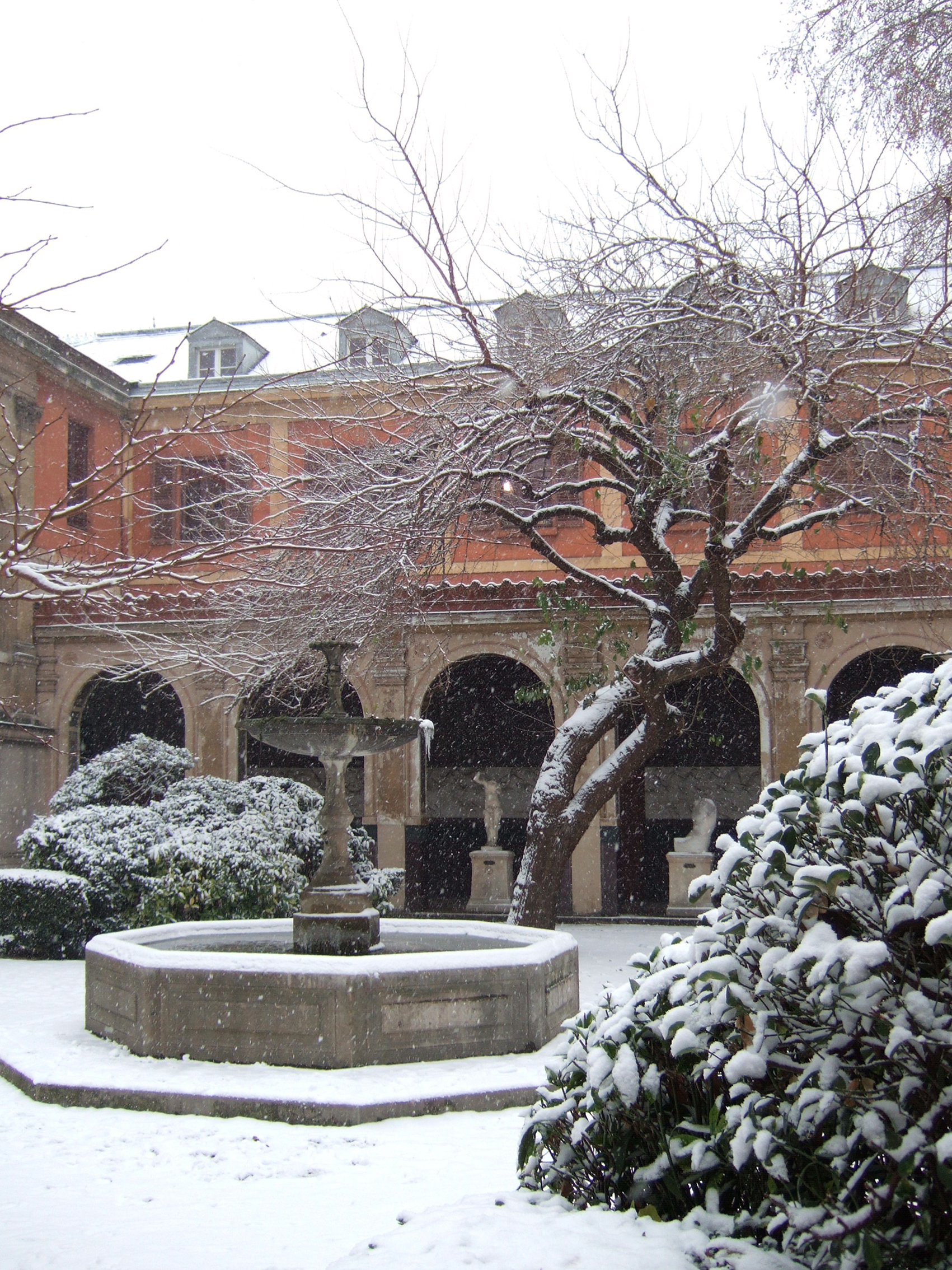
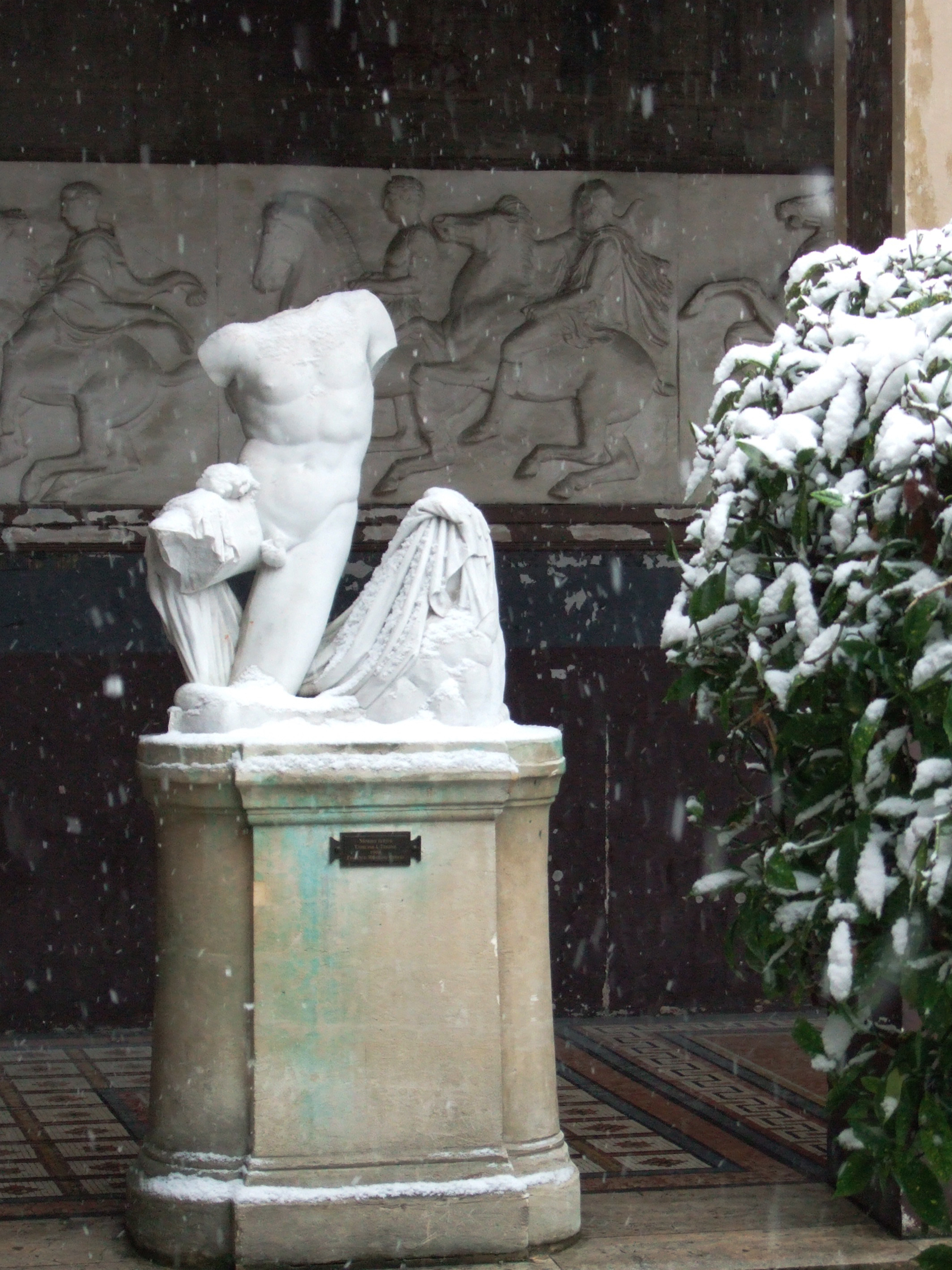
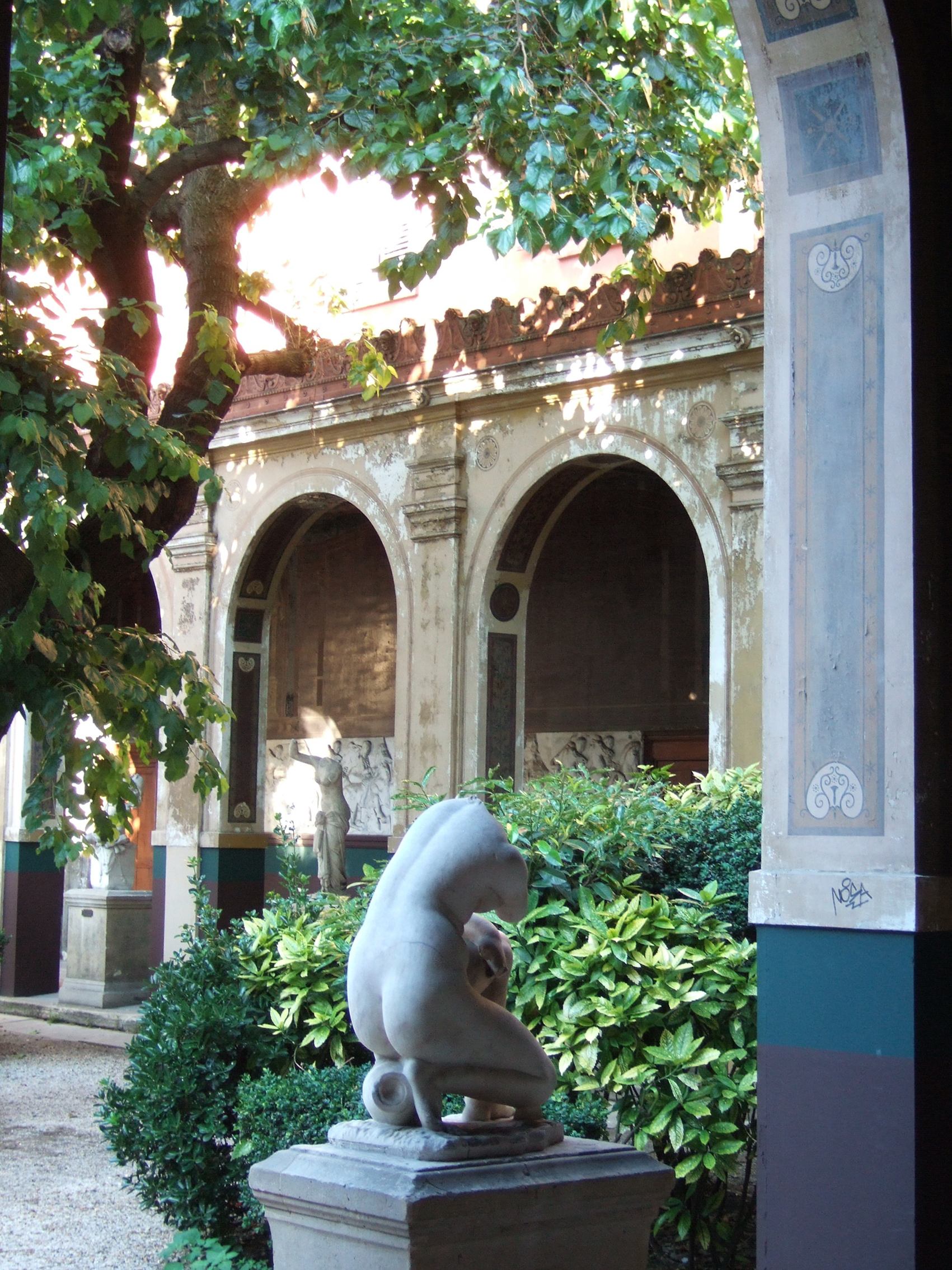
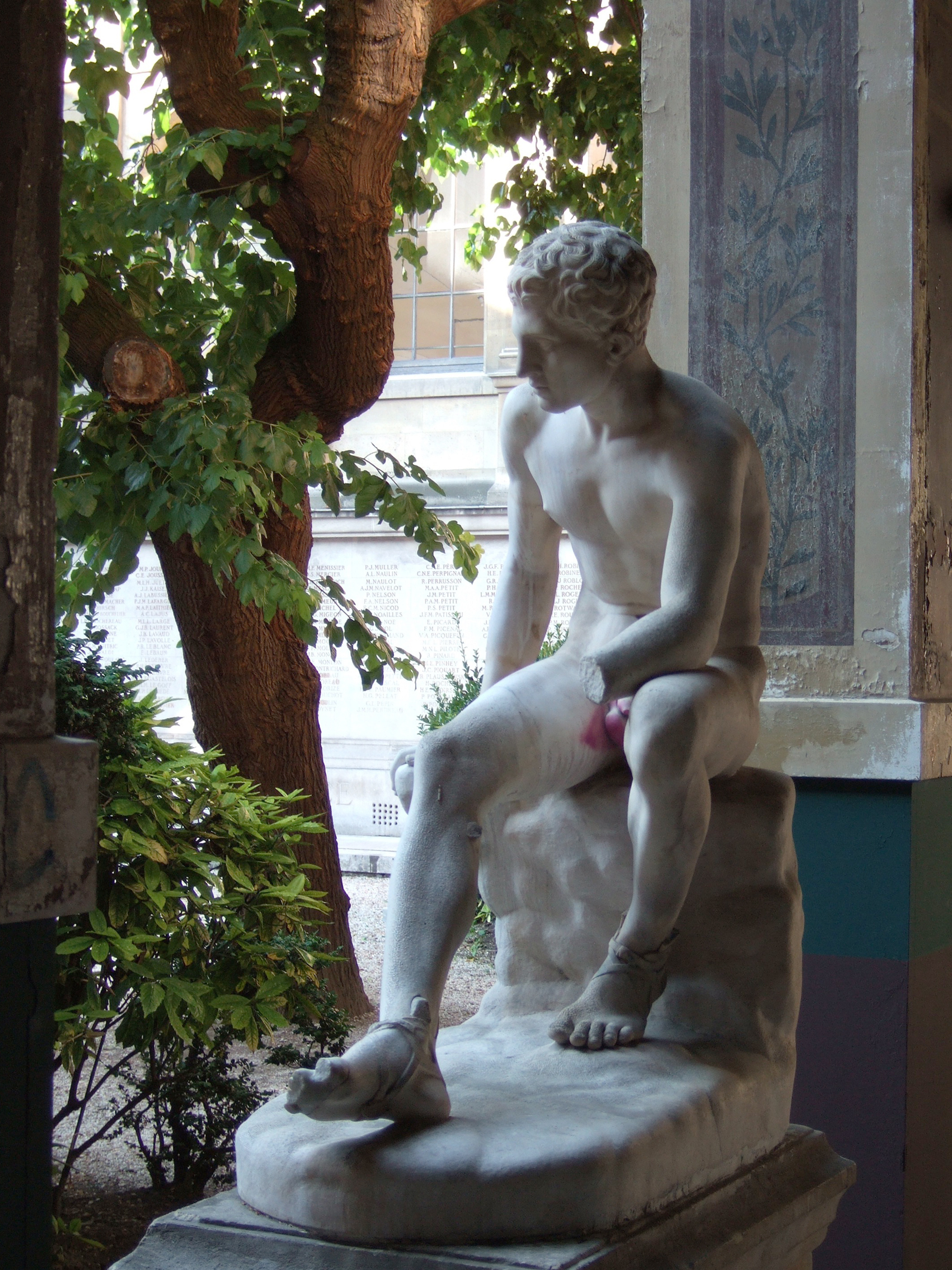
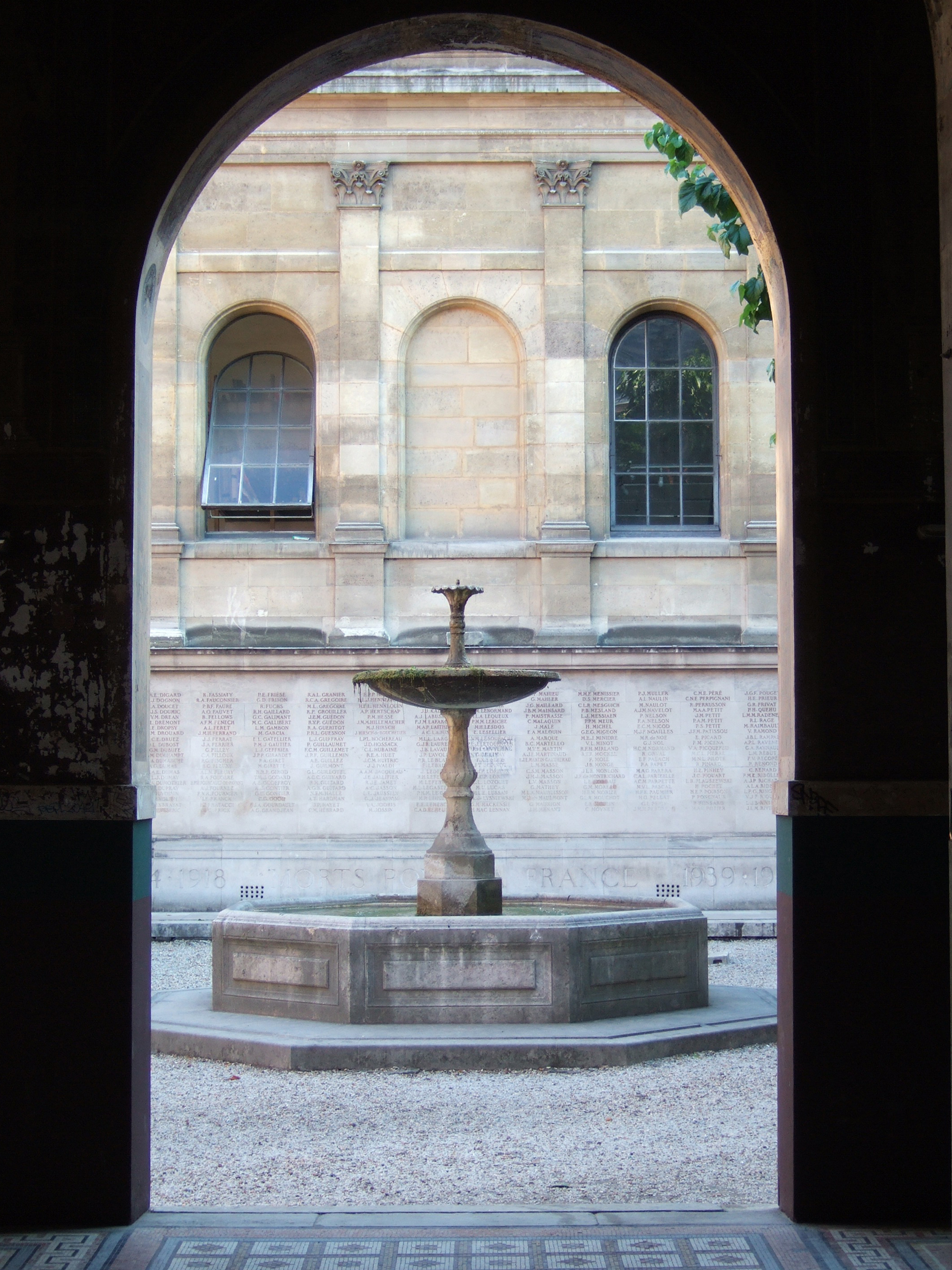
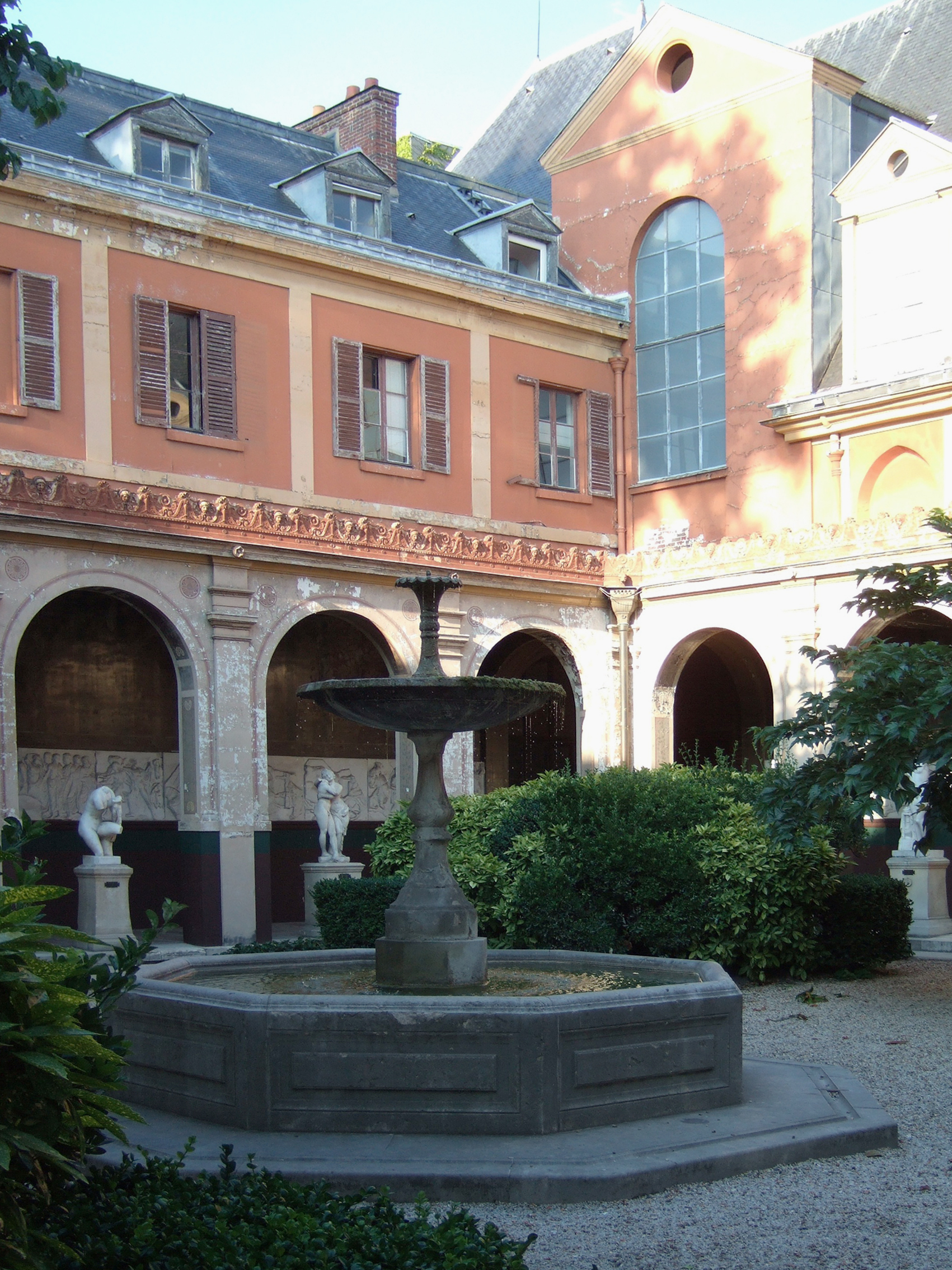
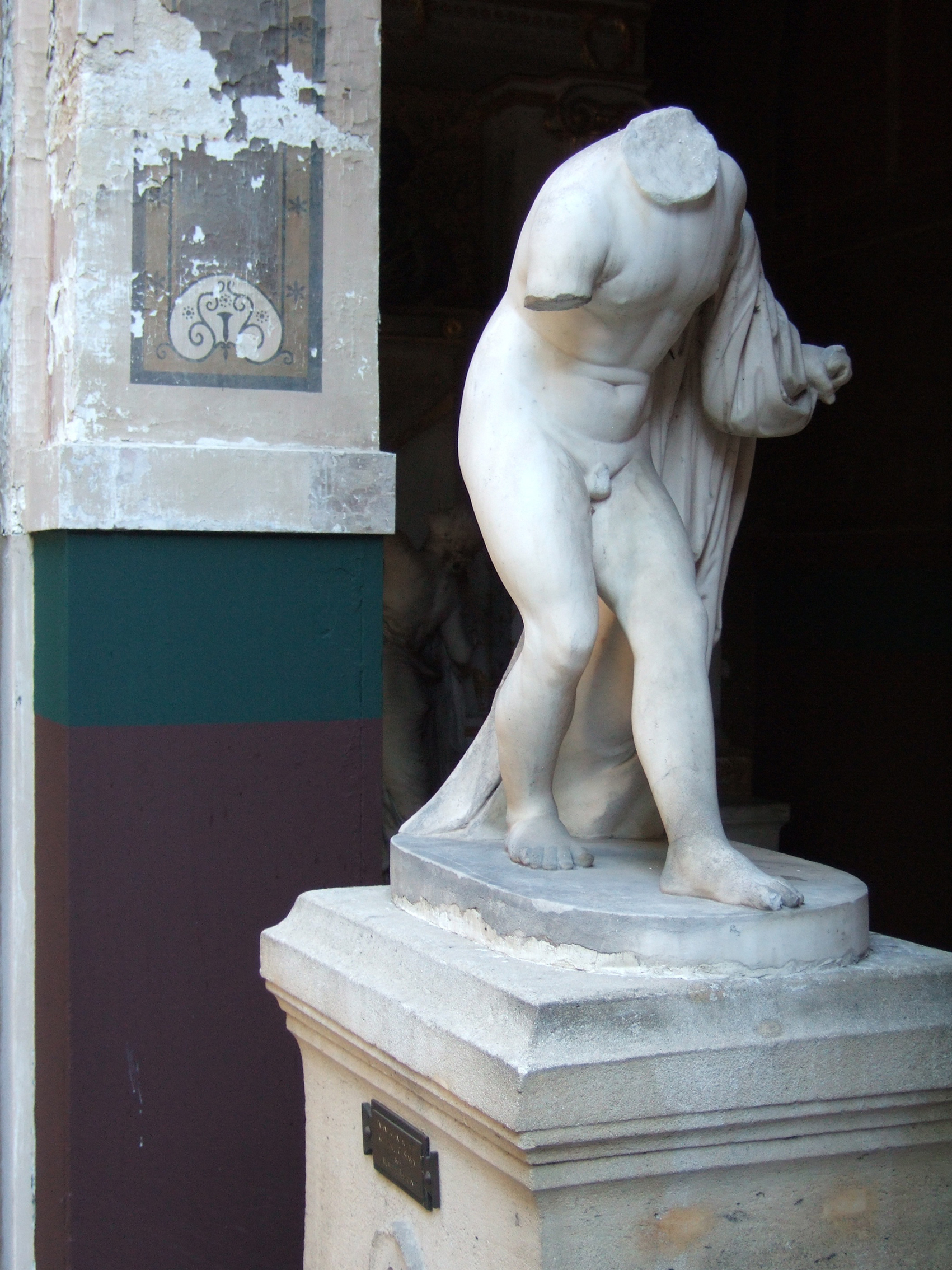
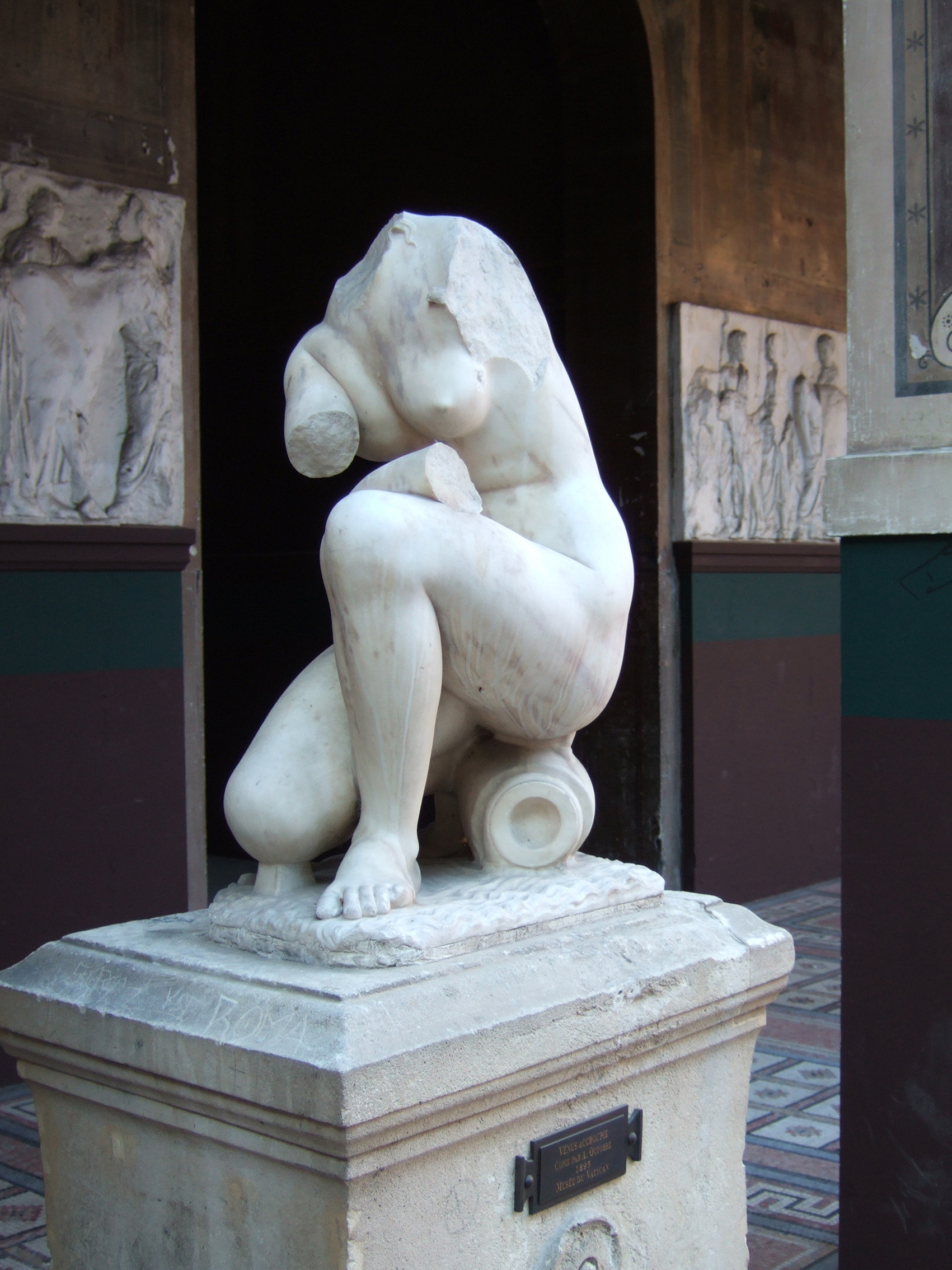
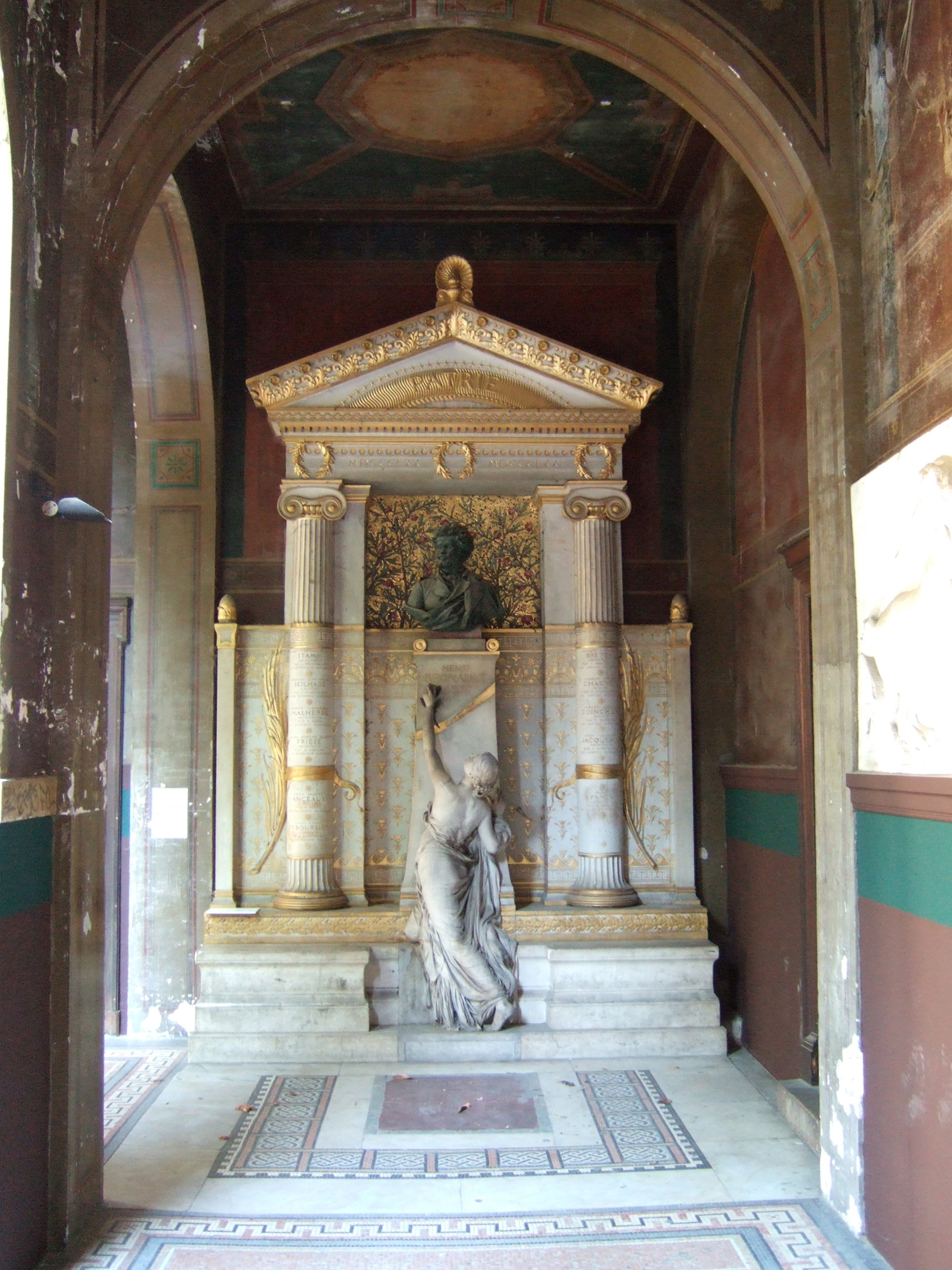